# Archäologische Zone Köln

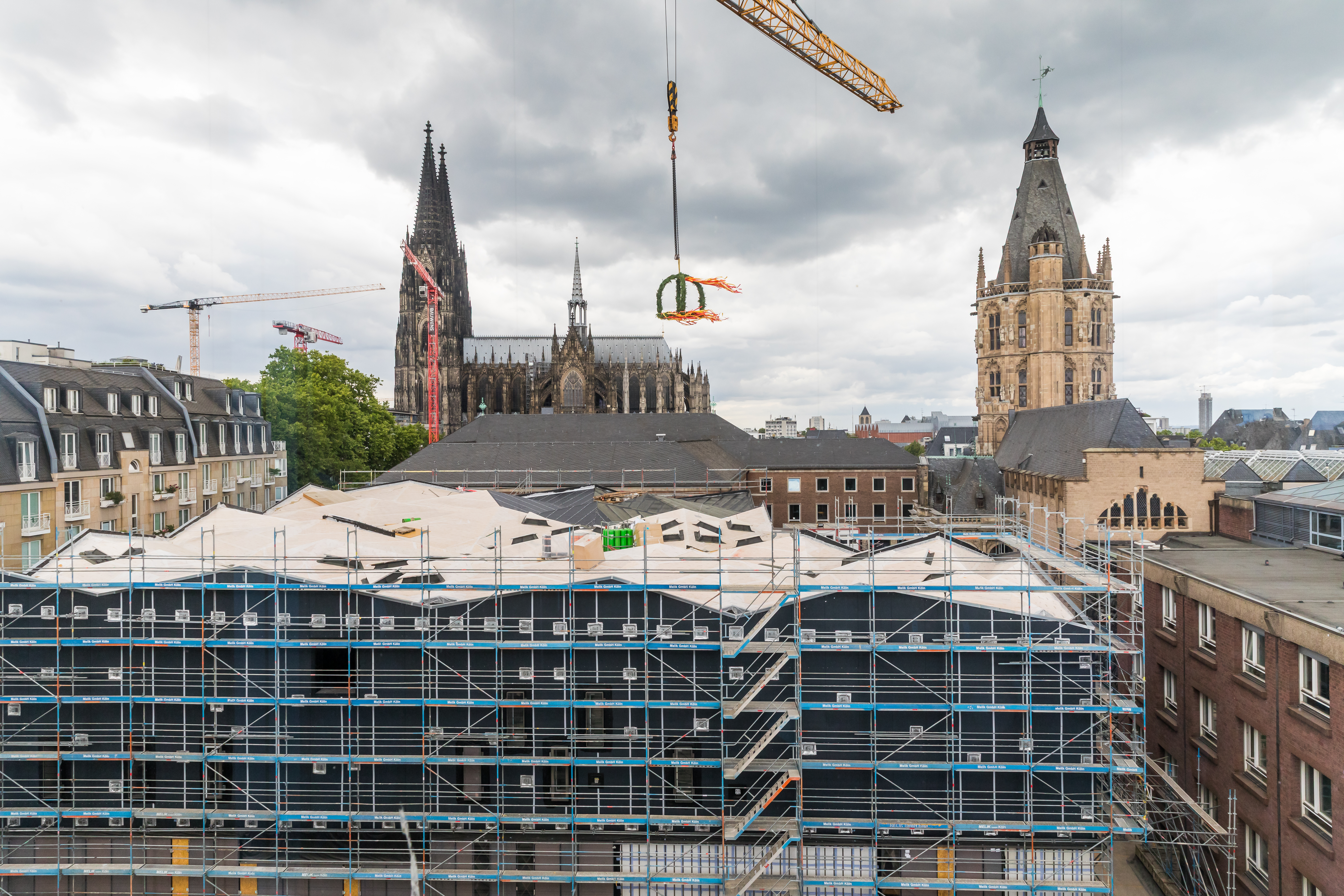
Richtfest am 23. Mai 2025

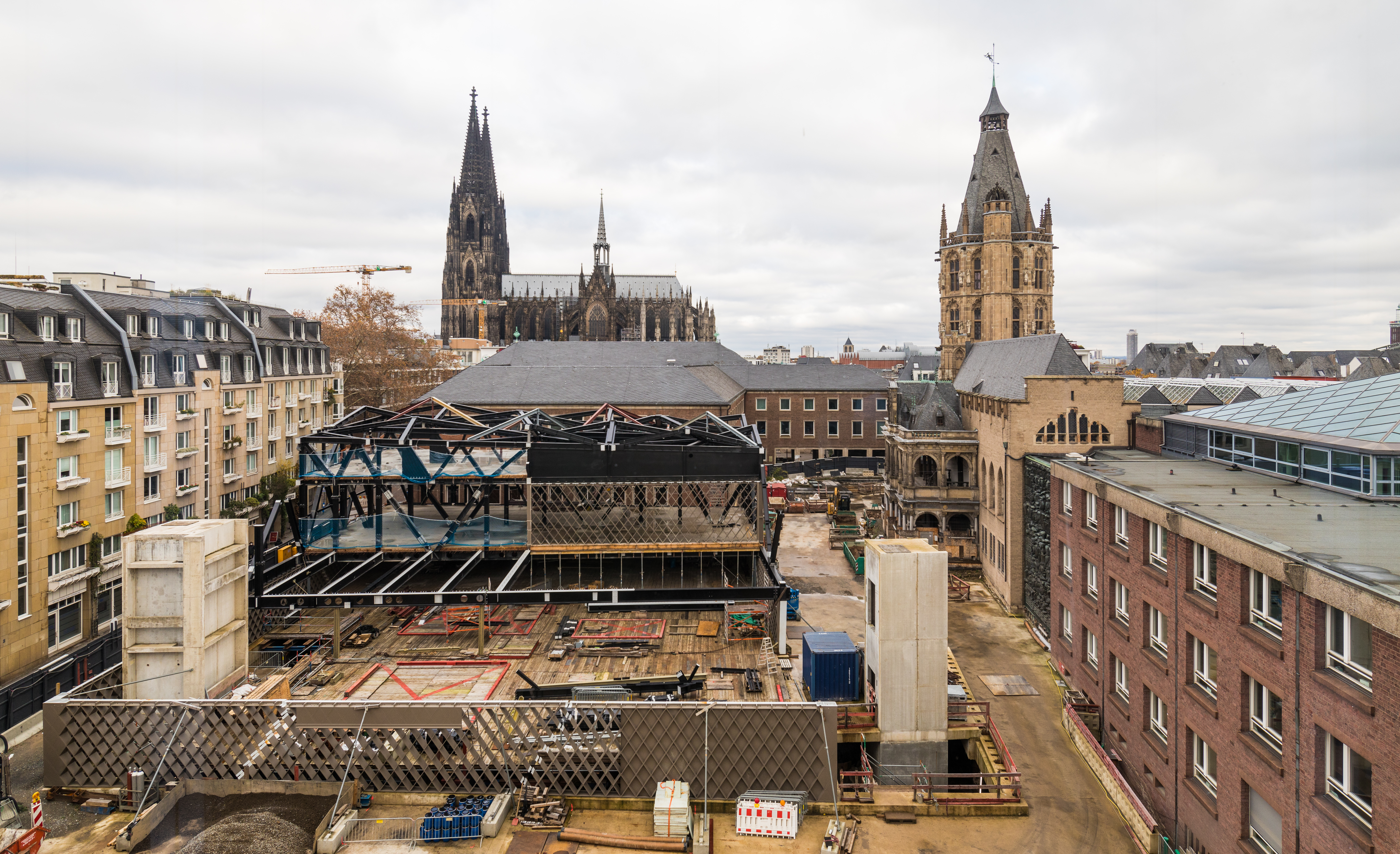
November 2021: Hochbau mit Stahlskelett

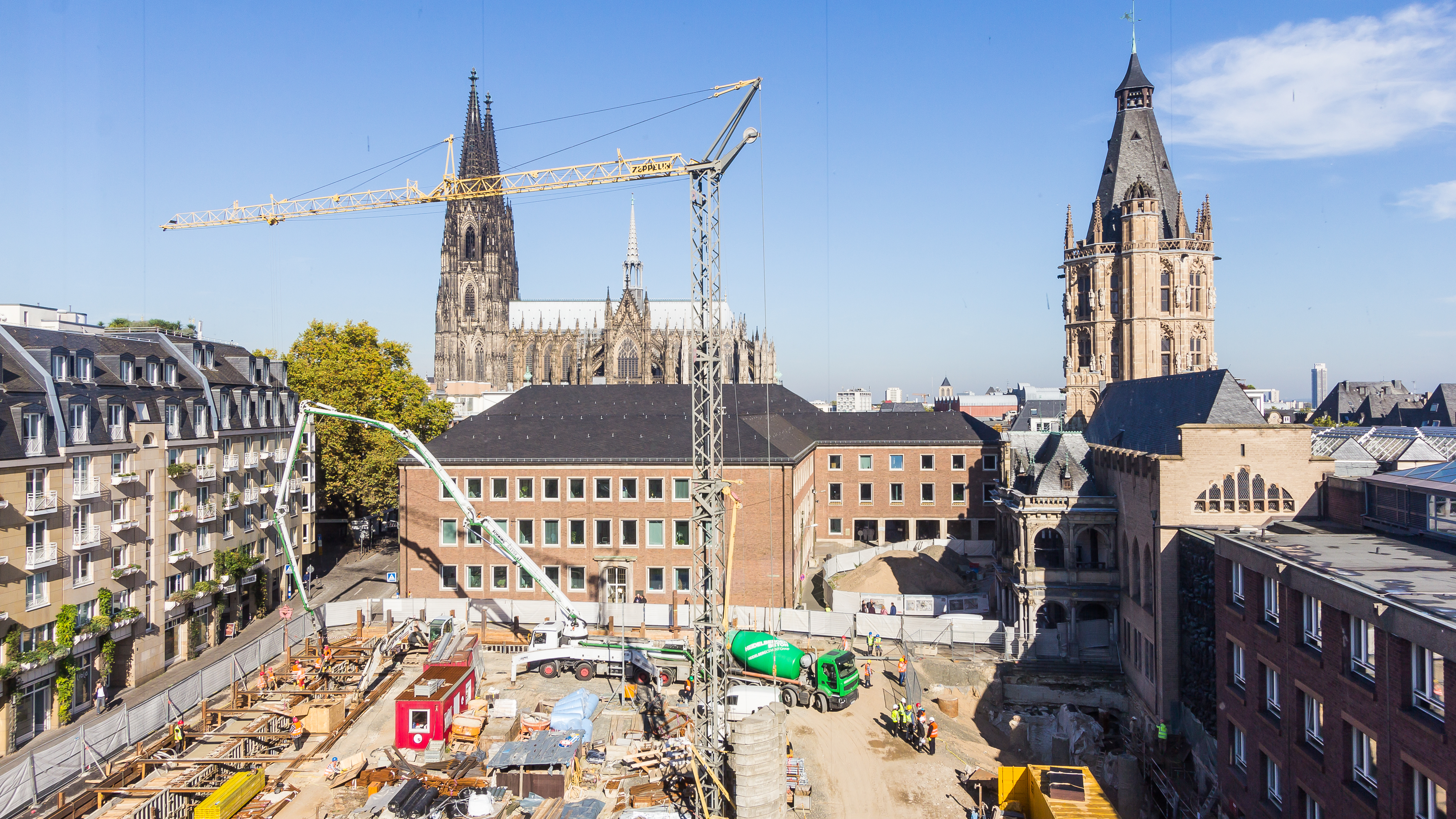
Oktober 2017: Betonage von Fundament-Elementen

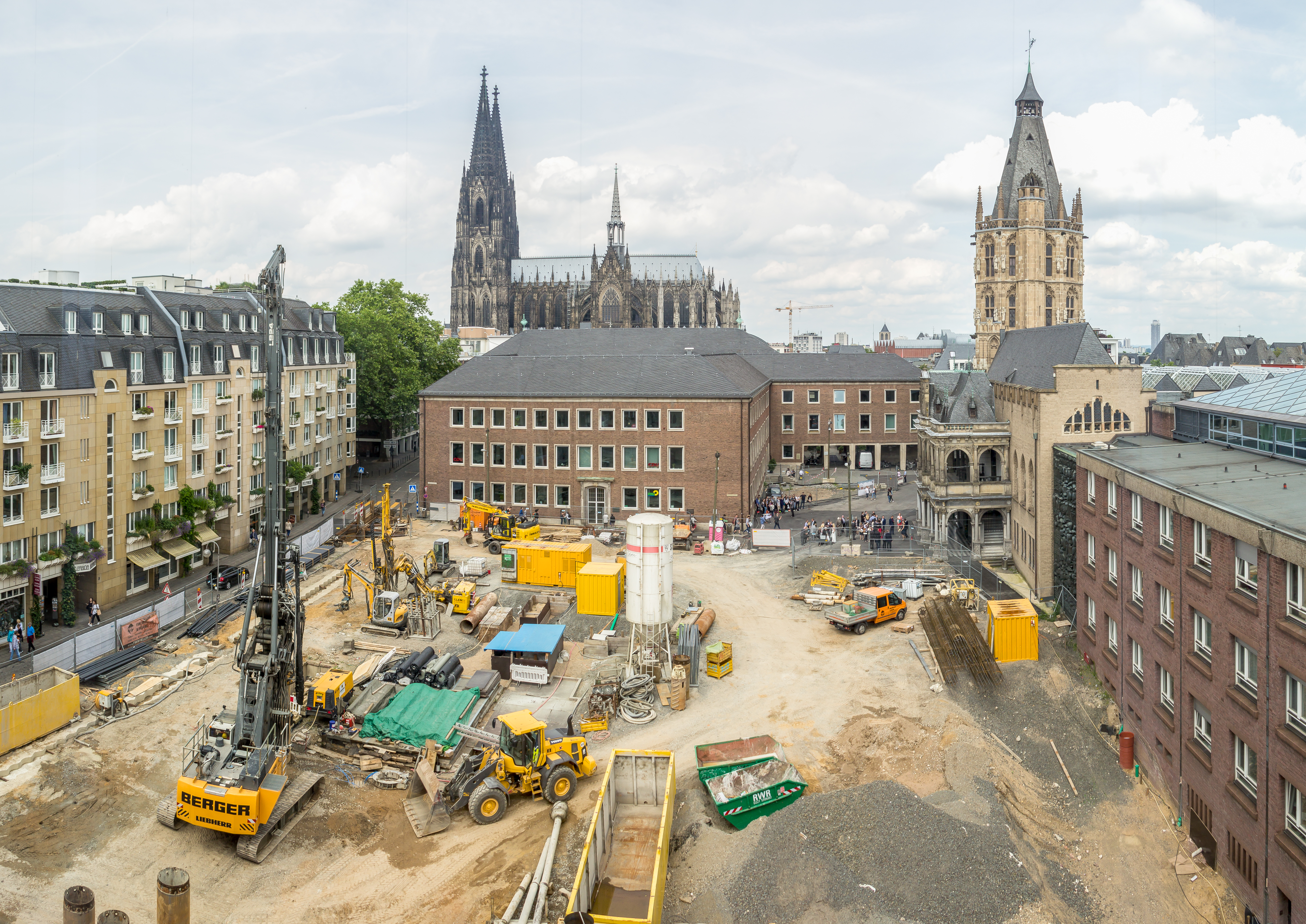
Juli 2016: Pfahlgründungen für den Neubau

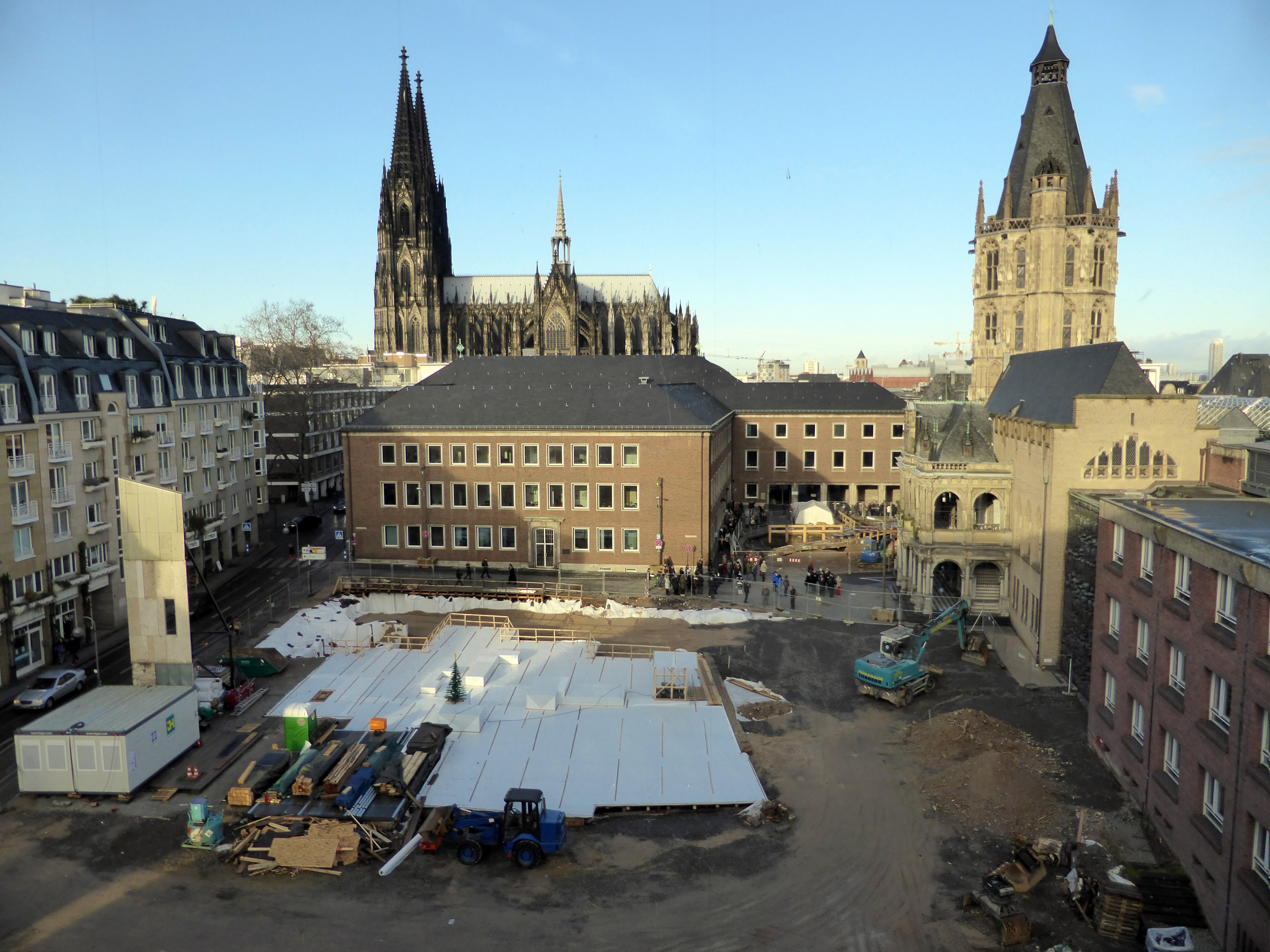
Januar 2015: Die Grabungszone

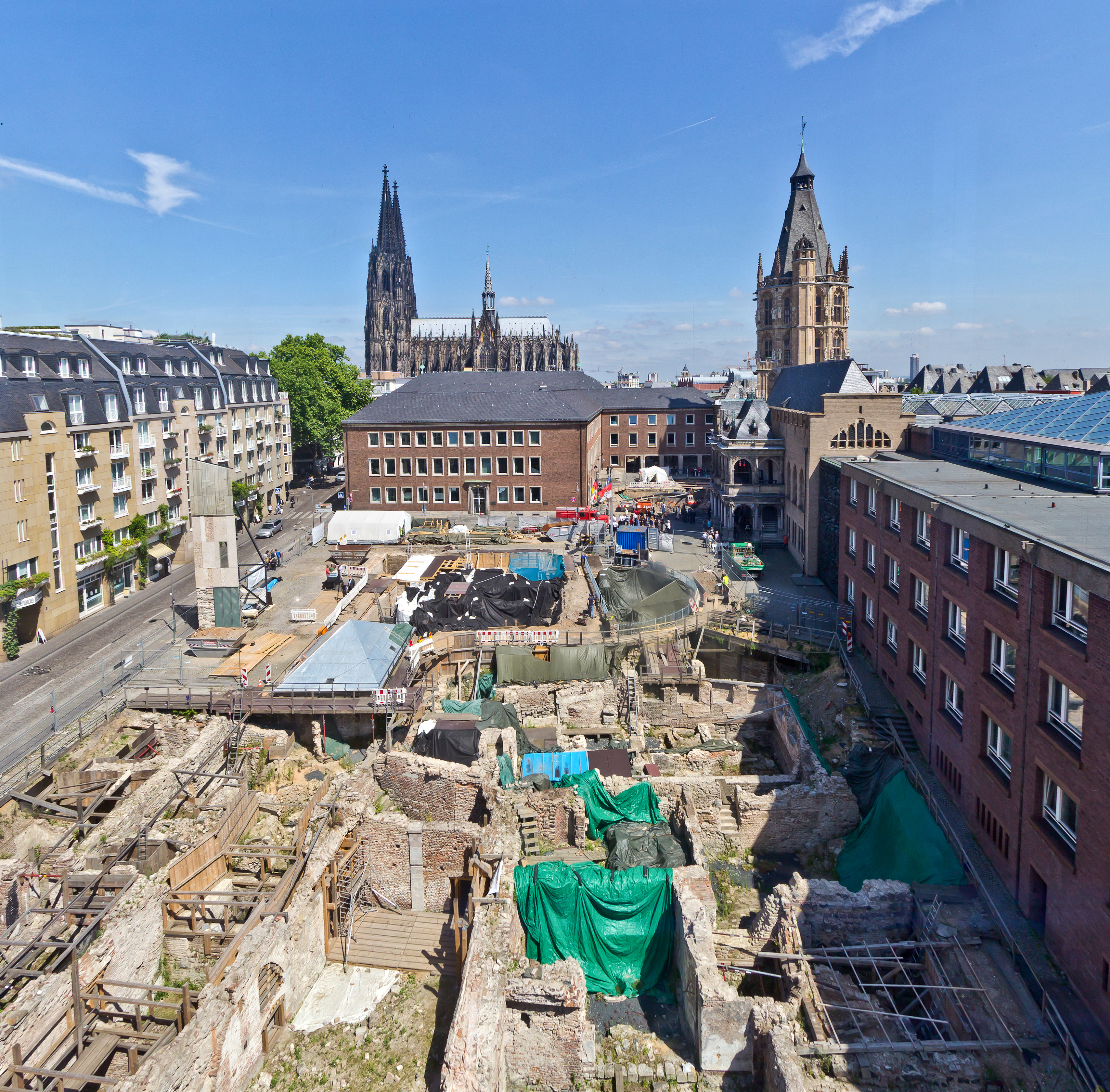
Juni 2014: Ausgrabungsgebiet

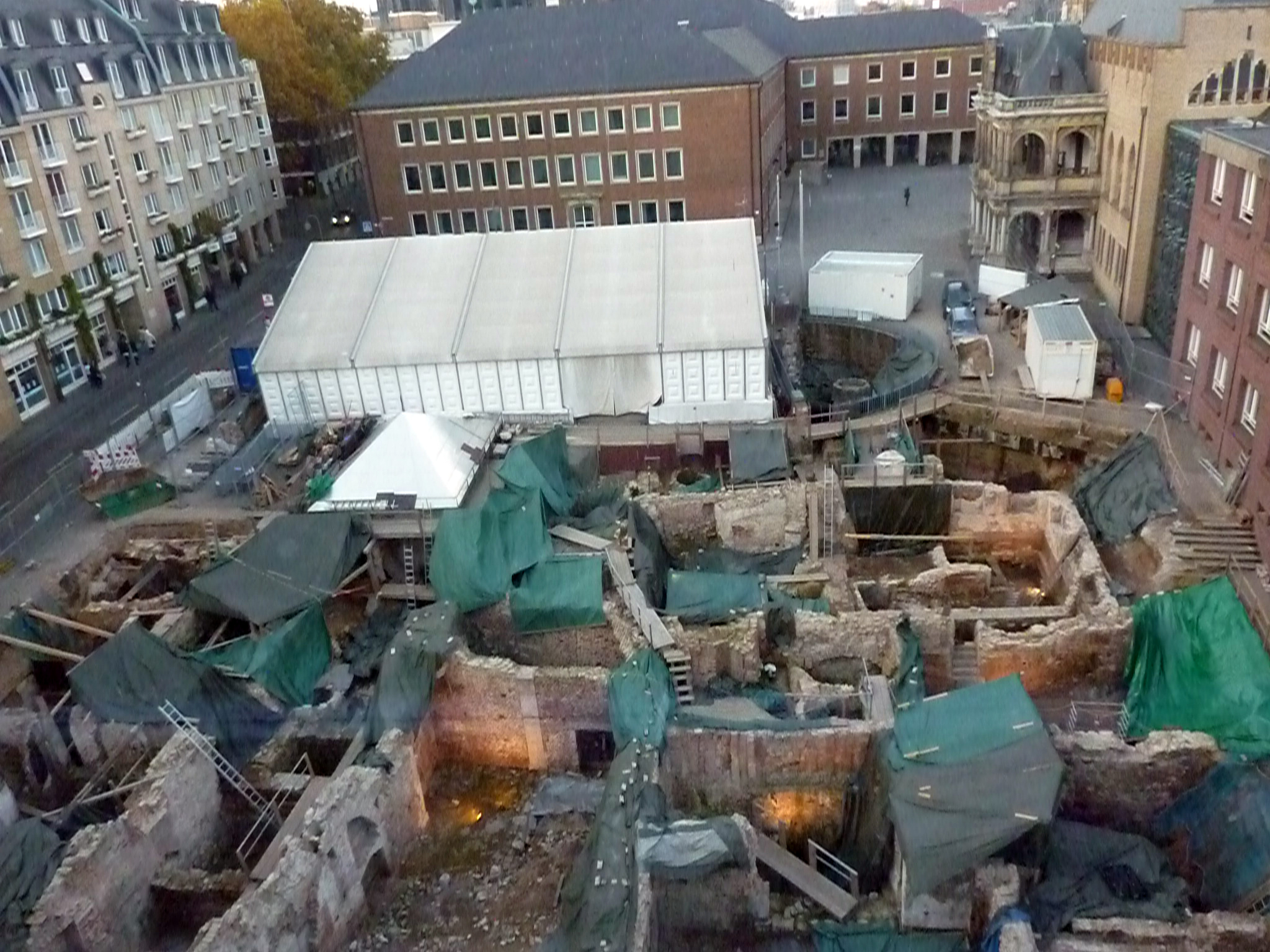
November 2011: Grabungsfläche

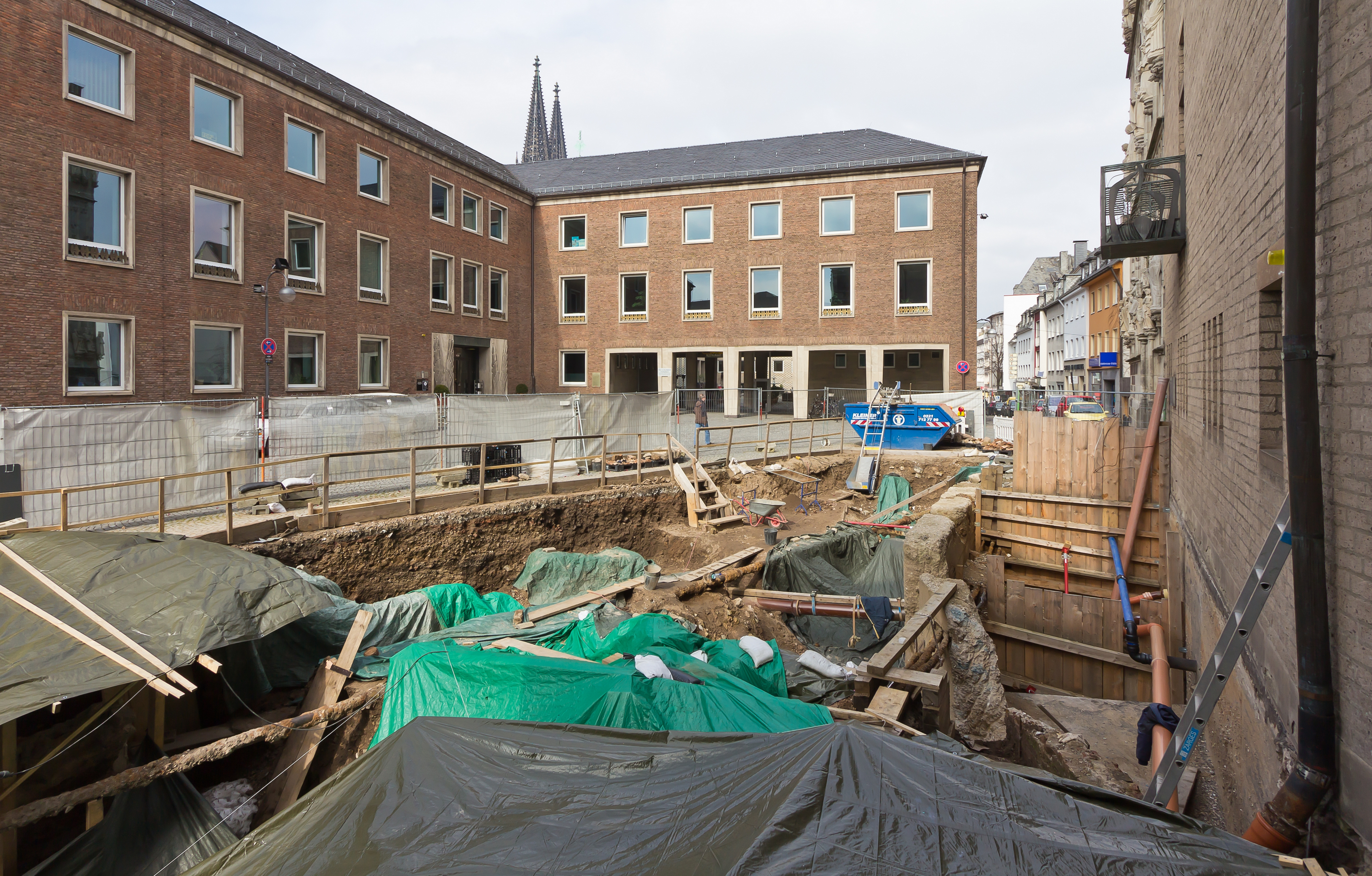
März 2013: Grabungen nördlich der Rathauslaube, im Hintergrund der Spanische Bau

MiQua. LVR-Jüdisches Museum im Archäologischen Quartier Köln (ehemals Archäologische Zone Köln) ist ein sich im Bau befindendes Museum, das ein etwa 6.000 m² großes archäologisches Ausgrabungsareal am und um den Rathausplatz im Zentrum der Stadt Köln beherbergen wird. Das Gelände zeigt archäologische Relikte aus der gesamten 2000-jährigen Stadtgeschichte. Besonders relevant ist die römische Zeit und das mittelalterliche jüdische Viertel. Auf dem Rathausplatz, der nach den Zerstörungen im Zweiten Weltkrieg nicht mehr bebaut war, entsteht derzeit ein Museum für die römische und jüdische Geschichte der Stadt.
Zentraler Teil des Museums ist der unterirdische Rundgang durch die Ausgrabungen des römischen Statthalterpalastes – das Praetorium –, das jüdische Viertel und das christliche Goldschmiedeviertel. Das Praetorium ist seit 2021 UNESCO-Welterbe als Teil des Niedergermanischen Limes. Im oberirdischen Neubau wird die jüdische Geschichte Kölns ab dem 15. Jahrhundert bis heute mit Geschichten, Biografien, Sammlungen, Objekten und einem interaktiven Stadtrundgang zu erleben sein. Interaktive Elemente werden genutzt werden, um diese Zeitreise für alle Altersgruppen relevant zu machen.
Sowohl das Grabungsprojekt als auch das hier geplante Jüdische Museum wurden in der Vergangenheit unter verschiedenen Aspekten kontrovers diskutiert. Ein Teil der Diskussion betraf die unterschiedlichen Ansichten zur Bebauung des Platzes, ein Teil die Finanzierung des Museums, ein weiterer Teil schließlich betraf wissenschaftliche Kritik an der früheren Projektleitung.

## Geschichte und Hintergründe

### Vorgeschichte
Bei den Wiederaufbauarbeiten nach dem Zweiten Weltkrieg wurden im Kölner Stadtzentrum 1953 die Fundamente eines römischen Praetoriums entdeckt; die Ergebnisse der Ausgrabungen unter Leitung des Archäologen Otto Doppelfeld wurden im Keller des darüber neu erbauten Spanischen Baus des Rathauses als Museum erhalten. In der Folge setzte Doppelfeld sich für den Erhalt und Schutz der Entdeckungen ein. Bei dem späteren Neuaufbau des Historischen Rathauses kam es zu weiteren archäologischen Funden. Bereits damals hatte Doppelfeld die Idee, die unterirdischen Funde der Öffentlichkeit zugänglich zu machen.
In den 1980er Jahren wurde der Rathausvorplatz vom Rat der Stadt Köln aus kulturhistorischen Erwägungen für nicht bebaubar erklärt, um das Gelände der „Bauspekulation“ zu entziehen. 1989 wurde der Eingang zur Mikwe auf dem Rathausplatz durch eine Glaspyramide erschlossen. 2008 musste die Glaspyramide abgedeckt werden, weil durch Sonnenlicht und Wärme Schäden am historischen Bauwerk auftraten.

### Projektverlauf
1998 wurde eine Gesellschaft zur Förderung eines Hauses und Museums der jüdischen Kultur gegründet, um in Köln ein entsprechendes Museum zu finanzieren. Vorsitzender war Benedikt von und zu Hoensbroech, weitere Akteure der Kölner Notar Konrad Adenauer und der damalige Direktor des Kölnischen Stadtmuseums, Werner Schäfke. Zu diesem Zeitpunkt favorisierte der Vorsitzende des Vereins eine Bebauung des Rathausplatzes, des historischen Zentrums der jüdischen Gemeinde in Köln. Als wichtiger Förderer eines „Hauses und Museums der jüdischen Kultur“ galt auch Oberbürgermeister Harry Blum. Ideen zu einer „Archäologischen Zone“, die alle Bodendenkmäler der Stadt sichtbar machen sollte, wurden 2001 im Rahmen der Kulturhauptstadt-Bewerbung der Stadt Köln entwickelt.
Im Frühjahr 2006 lag der privaten Fördergesellschaft ein Entwurf des Architekten Joachim Schürmann vor, der die Nutzung des an den Rathausplatz anschließenden Geländes des ehemaligen Kaufhauses Kutz sowie von Teilen des Platzes (u. a. der Mikwe) vorsah. Eine Initiative der Parteien FDP, SPD und Grüne favorisierte zu diesem Zeitpunkt den Rathausplatz als Standort des Museums; außerdem sollte es eine internationale Ausschreibung für den Museumsbau geben, an der sich auch Joachim Schürmann beteiligen könne. In dem am 18. Mai 2006 erfolgten Ratsbeschluss wurde der Rathausplatz „wegen der Authentizität des Ortes“ als „einzig möglicher Standort für ein Haus und Museum der jüdischen Kultur in Köln“ bestimmt.
Die Projektleitung wurde im Oktober 2006 dem Römisch-Germanischen Museum, das als Amt für Archäologische Bodendenkmalpflege zuständig war, entzogen und an den Archäologen Sven Schütte übergeben, was Mitglieder des wissenschaftlichen Beirats kritisierten. Der Beirat trat daraufhin zurück, und Oberbürgermeister Fritz Schramma setzte sich an die Spitze eines neu gegründeten Gremiums.
Der symbolische Akt zum Auftakt der Grabungsarbeiten am Rathausplatz erfolgte im März 2007 im Beisein Schrammas mit der Vorstellung des Projektes, wobei es hieß, das „Geld für die Umsetzung steh[e] bereit“. Im August desselben Jahres begannen die eigentlichen Grabungen. Eine Teilfinanzierung der Archäologischen Zone sollte im Rahmen der Regionale 2010 erfolgen; 10 Millionen Euro wurden dazu vom Land Nordrhein-Westfalen zugesagt.
Zu einem 2007 europaweit ausgeschriebenen Wettbewerb wurden 2008 36 Architektenentwürfe eingereicht, von denen im Sommer 2008 eine Jury mit 22:1 Stimmen den Entwurf der Architektengruppe Wandel, Hoefer, Lorch + Hirsch mit dem ersten Preis auszeichnete.
Während des laufenden Wettbewerbs entwickelten sich zu Beginn des Jahres 2008 kontroverse Debatten zwischen Mitgliedern des neuen wissenschaftlichen Beirates und Projektleiter Schütte in Bezug auf konzeptionelle Fragen und die Datierung und Bewertung von Funden, in deren Folge Günther Binding von seinem Posten im Beirat zurücktrat. Das für die Bewerbung als Regionale-2010-Projekt unerlässliche Projektdossier war zu diesem Zeitpunkt noch nicht fertiggestellt. Der Regionale-Geschäftsführer, Reimar Molitor, beklagte in diesem Zusammenhang eine einseitige Medienberichterstattung über den Konflikt.
Vor und während der Präsentation der Siegerentwürfe des Architektenwettbewerbs im Sommer 2008 distanzierte sich Oberbürgermeister Schramma von der Juryentscheidung, die gegen einen Ratsbeschluss einen Entwurf favorisiert habe, der die Archäologische Zone mit dem Museumsbau untrennbar verknüpfen würde. Damit werde gegen Ausschreibungsvorschriften verstoßen, die eine Entkoppelung beider Projekte fordere, und er wolle den Rat auffordern, die Entscheidung zugunsten dieses Entwurfes zu revidieren. Außerdem sei die Finanzierung unklar. Die Entwürfe waren bis Mitte August 2008 im Spanischen Bau des Kölner Rathauses für die Öffentlichkeit einsehbar. Während und nach der Präsentation der Siegerentwürfe vor rund 100 Zuhörern wurde deutlich, dass vielen Bürgern in erster Linie daran lag, den Rathausplatz von jeglicher Bebauung frei zu halten. Auch eine Fragebogenaktion während der Ausstellung ergab, dass von knapp 1000 befragten Bürgern mehr als die Hälfte gegen einen Museumsbau auf diesem Platz war. Im Oktober 2008 wurde dem Projekt schließlich der finanzierungsrelevante „A-Stempel“ für die Regionale 2010 erteilt.
Im Juli 2009 zog die Gesellschaft zur Förderung eines Hauses und Museums der jüdischen Kultur ihre Finanzierungszusage für das Museum unter Bezug auf die allgemeine wirtschaftliche Lage zurück. Um die Landeszuschüsse der Regionale 2010 für die Archäologische Zone nicht zu gefährden und aufgrund der Kopplung von Schutzbauten der Archäologischen Zone mit dem jüdischen Museum sah die Stadt sich nun in der Pflicht, das Gesamtprojekt weiterzuführen. Man zog aber eine Verkleinerung der Museumsbauten in Betracht, die zu einer Kostenreduzierung von ca. 20 % (insgesamt: 34 Mio. Euro) führen sollte. Bereits im selben Monat gab es seitens des NRW-Bauministeriums Signale, dass eine finanzielle Unterstützung für das Museum nicht ausgeschlossen sei.
Die Ende August 2009 stattfindenden Kommunalwahlen in Nordrhein-Westfalen führten zu einem Wechsel an der Stadtspitze: Oberbürgermeister Schramma (CDU) wurde von Jürgen Roters (SPD) abgelöst. Im April 2010 beschloss der Stadtrat – unter Finanzierungsvorbehalt – den Weiterbau der Archäologischen Zone mit jüdischem Museum. Aus den nun projektierten Gesamtkosten von 48 Mio. Euro ergab sich eine Finanzierungslücke von 20 Mio. Euro. Das Land NRW hatte inzwischen einen Zuschuss von 14,3 Mio. Euro zugesagt.
Im weiteren Verlauf des Jahres 2010 fiel das Projekt weiter hinter seinen Zeitplan zurück. Das mehrfach angemahnte Ausstellungskonzept für die Regionale fehlte; dies begründete Kulturdezernent Georg Quander damit, dass erst die Hälfte der geplanten Ausgrabungen durchgeführt worden sei. Die Finanzierung von 22 Mio. Euro des mittlerweile mit 48 Mio. Euro veranschlagten Projektes blieb weiterhin unklar.
Im Sommer 2011 beschloss der Kölner Stadtrat eine Erhöhung des Eigenanteils am Projekt von 25 Mio. auf 37,5 Mio. Euro. Die Gesamtkosten wurden zu diesem Zeitpunkt auf 52 Mio. Euro kalkuliert. Der Rest sollte aus der Städtebauförderung des Landes NRW finanziert werden. Wegen der gestiegenen Kosten war ein erneuter Beschluss erforderlich. Im darauffolgenden Herbst warf die Förderinitiative Regionale 2010 dem Projektleiter Schütte und der Stadt Versäumnisse und Projektverzögerung vor und mahnte das fehlende Ausstellungskonzept an. Der Landschaftsverband Rheinland (LVR) beschloss daraufhin, sich an dem Projekt mehrheitlich zu beteiligen, um die inhaltliche Konzeption, Finanzierung und Baupläne „maximal zu steuern“ (Zitat Hans-Otto Runkler, LVR). Zum Ende des Jahres 2011 bewilligte das Land NRW darüber hinaus eine weitere Summe von 12,6 Mio. Euro als Ergänzung zu den von der Stadt getragenen 37,5 Mio. Euro.
Der wissenschaftliche Leiter des Beirates, der Bauforscher Gundolf Precht, sowie die Beiratsmitglieder Henner von Hesberg und Werner Eck warfen der Projektleitung Ende 2011 Befundfälschung vor, was die Stadt Köln „mit aller Entschiedenheit“ zurückwies. Danach wurden im Auftrag des Dezernats für Kunst und Kultur der Stadt Köln vom April und Juli 2012 zwei externe Gutachten angefordert, die die Qualität der Grabungen beurteilen sollten. Ein Gutachten des Schweizer Archäologen Peter Eggenberger kam zu dem Schluss, dass „den weit verbreitet angewendeten und damit «internationalen» Standards in allen Belangen“ entsprochen werde, was aufgrund der idealen Rahmenbedingungen jedoch erwartbar sei. Das Gutachten von Harald Meller und Torsten Schunke kam zum Ergebnis, dass die Fälschungsvorwürfe unbegründet seien; der denkmalpflegerische Umgang mit der historischen Substanz sei „vorbildlich“.

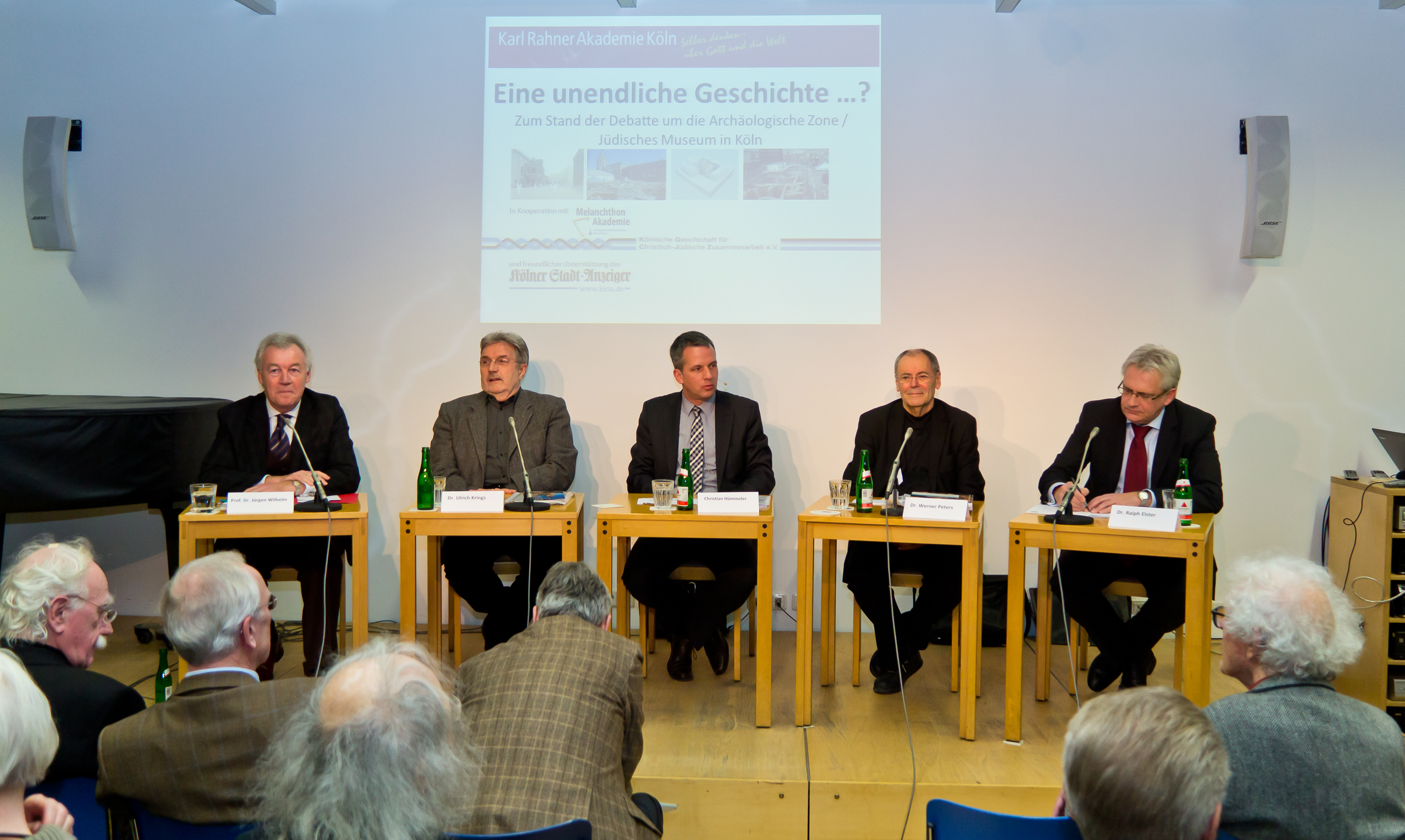
Podiumsdiskussion am 4. Februar 2013 zum Stand der Debatte um die Archäologische Zone/Jüdisches Museum in der Karl-Rahner-Akademie. Podiumsteilnehmer: Jürgen Wilhelm (Vorsitzender der Kölnischen Gesellschaft für Christlich-Jüdische Zusammenarbeit), Ulrich Krings (Kunsthistoriker, Stadtkonservator Köln a. D.), Moderation: Christian Hümmeler (Ressortleiter Städtisches, Kölner Stadt-Anzeiger), Werner Peters (Mitinitiator der Kampagne »Mut zu Verzicht – Für ein Moratorium aller Kölner Großprojekte«), Ralph Elster (CDU, Stellvertretender Vorsitzender des Ausschusses Kunst und Kultur im Rat der Stadt Köln)

Im Zusammenhang mit dem Einstieg des LVR in das Projekt fanden seit Ende 2011 Verhandlungen zwischen der Stadt Köln und dem LVR statt. Verzögerungen gab es hier im Frühjahr 2012 wegen Uneinigkeit über einen Kandidaten des LVR für den wissenschaftlichen Beirat. Im August 2012 kündigte Projektleiter Schütte den Beginn des Museumsbaus für den Herbst 2012 an. Im selben Monat machte Oberbürgermeister Roters die Realisierung des Museums von der Beteiligung des LVR an einem Großteil der Betriebskosten abhängig. Zugleich beteiligte sich Sven Schütte zusammen mit anderen Städten mit reicher jüdischer Vergangenheit an einem Gruppenantrag zur Aufnahme ins UNESCO-Welterbe.
Zum Jahreswechsel 2012/2013 manifestierte sich rund um die Initiative „Arsch huh, Zäng ussenander“, die sich für soziale Gerechtigkeit einsetzt, eine Kampagne für ein Projekt-Moratorium. In Zeiten städtischer Finanznot, die zu Kürzungen im Sozial- und Jugendbereich führe, seien Großprojekte wie der geplante Museumsbau hintenan zu stellen und auf die großflächige Bebauung des Platzes zu verzichten. Im Zuge der kontrovers geführten Diskussion wurde von dem Architekten Peter Busmann im Februar 2013 ein Alternativentwurf vorgestellt, der lediglich die Überbauung der Synagoge und ausgewählter Grabungsareale mit einem Glasbau und die Einrichtung eines hinsichtlich seiner Fläche kleineren Museums im ehemaligen Ratskeller vorsieht. Die Befürworter des ursprünglichen Museumsplans reagierten mit der Gründung der Initiative „Pro Museum Archäologische Zone“. Der ehemalige Stadtkonservator Ulrich Krings meldete sich im Zuge der Diskussion mit einem Leserbrief zu Wort, in dem er u. a. feststellte, „eine Streichung von Mitteln im Bereich ‚Kultur‘ [habe] noch nie zu einer Aufstockung im Bereich ‚Soziales‘ geführt.“
Im Januar 2013 wurden Vorwürfe seitens Vertretern der Partei Die Linke und der Wählervereinigung laut, dass der Wikipedia-Artikel „Archäologische Zone Köln“ von einer österreichischen Werbeagentur im Auftrag der Stadt Köln im Sinne des Projekts „geschönt“ worden sei. Daraufhin wurde Sven Schütte am 10. April 2013 von Oberbürgermeister Jürgen Roters die Projektleitung der Archäologischen Zone mit sofortiger Wirkung entzogen. Tags darauf wurde der Direktor des Römisch-Germanischen Museums, Marcus Trier, zum kommissarischen Grabungsleiter bestellt. Am 6. Dezember 2013 wurde dem Archäologen und Referatsleiter für Bodendenkmalschutz und Bodendenkmalpflege im Ministerium für Bauen und Verkehr, Thomas Otten, von der Landschaftsversammlung des LVR die Projektleitung für die Archäologische Zone/Jüdisches Museum übertragen. Damit wurde Otten designierter Gründungsdirektor des geplanten Jüdischen Museums. Aufgrund einer Klage des ehemaligen Leiters der Archäologischen Zone, Schütte, gegen die Stellenbesetzung (unter anderem aufgrund „formaler Mängel“) wurde das Verfahren im März 2014 zur Besetzung des Direktorenpostens ausgesetzt, eine Neuausschreibung erfolgte. Ende des Frühjahrs 2016 trat Otten offiziell seinen Dienst als neuer Direktor an.

### „Bürgerbegehren Rathausplatz“
Im September 2013 kündigte eine Bürgerinitiative um die Freien Wähler Köln und den Hotelier Werner Peters ein Bürgerbegehren zum Bau des Jüdischen Museums an. Ziel sei die kleinere Baulösung des Architekten Peter Busmann, die nur die Hälfte kosten und geringere Eingriffe in das Stadtbild am Rathausvorplatz bedeuten würde. Im Oktober erklärte die CDU der „überparteilichen Aktion“ ihre Unterstützung. Ab Oktober 2013 lief das „Bürgerbegehren Rathausplatz“, für das rund 24.000 gültige Unterschriften notwendig sind. Im Mai 2014 überreichte die Initiative dem Stadtdirektor Guido Kahlen mehr als 31.000 gesammelte Unterschriften, um einen Bürgerentscheid in der Sache herbeizuführen. Die Stadtverwaltung kündigte eine rechtliche Prüfung des Begehrens bis zum Juli[veraltet] an.

## Lage, Größe und Abgrenzung
Die Archäologische Zone erstreckt sich von der Kleinen Budengasse im Norden zwischen der Straße Unter Goldschmied im Westen und dem historischen Rathaus/Alter Markt bzw. der Judengasse im Osten bis zur Straße Obenmarspforten im Süden, angrenzend an das Wallraf-Richartz-Museum.
Dies umfasst bereits bebaute Flächen, unterhalb des Spanischen Baus des Rathauses, unter dem sich die Überreste des römischen Praetorium befinden, die römische Stadtmauer, die unterhalb des historischen Rathauses entlangläuft, sowie Objekte unterhalb des seit der Nachkriegszeit unbebauten Rathausplatzes.

## Ausgangssituation und Forschungsgeschichte

### Nachkriegszeit

#### Praetorium
Römische Funde unterhalb des Spanischen Baus waren seit langem bekannt; sie wurden im 19. Jahrhundert erstmals systematisch dokumentiert. Der Historiker Leonard Ennen vermutete ein Praetorium, der Archäologe Karl August von Cohausen einen römischen Statthalterpalast. Während der großen Rathausgrabung 1953 konnte Otto Doppelfeld das Praetorium identifizieren und das Gelände weitgehend untersuchen; die Überreste wurden konserviert und unterhalb des Baus für die Öffentlichkeit zugänglich gemacht. Der moderne Zugang zu den konservierten Ausgrabungen inspirierte Rudolf Pörtner zum Titel seines Sachbuch-Bestsellers Mit dem Fahrstuhl in die Römerzeit (1959). Eine Grabung 1968 durch Gundolf Precht erweiterte die Befunde; so ergänzte Precht die Erkenntnisse Doppelfelds zu vier Haupt-Bauperioden des Präteriums um weitere Um- und Erweiterungsbauten.

#### Judenviertel
Das Kölner Judenviertel, das sich im Süden des Rathausplatzes an das Praetorium anschloss, ist durch vielfältiges historisches Material – etwa Aufzeichnungen und Katasterpläne – belegt. Erste dokumentierte Grabungsfunde gab es im Jahr 1875 bei der Anlage der Kanalisation unter dem Rathausplatz. Ein romanischer Keller mit Brunnen unter dem Rathaus, der „Plasmannsche Keller“ wurde im 19. Jahrhundert noch irrtümlich als „Judenbad“ identifiziert.
Otto Doppelfeld legte 1953 bei der Rathausgrabung den nördlichen Teil des Viertels frei; seine Befunde bezeichnete er allerdings als „enttäuschend“, da viele mittelalterliche Keller durch neuere Bauten verdrängt worden seien. Als bedeutend gilt aus dieser Grabung jedoch ein Fund von etwa 290 Münzen, die auf das Jahr des Pestpogroms von 1349 datiert wurden. Hinzu kamen einige Grabsteine und wenige Brunnen.
Da für das Areal südlich des Spanischen Baus wieder eine Bebauung vorgesehen war und um Verzögerungen durch Grabungen zu vermeiden, gab es 1956/1957 eine weitere Grabung durch Doppelfeld. Hierbei wurden die Fundamente der mittelalterlichen Synagoge ergraben, auf die nach der Vertreibung 1424 die Ratskapelle St. Maria in Jerusalem erbaut wurde. Das erhaltene Mauerwerk der Synagoge war zusätzlich an der Südseite von einem Bombentreffer beschädigt worden, Doppelfeld beschrieb den Zustand als „beklagenswert“. Er beschreibt vier sich ablösende Bauperioden der Synagoge vor 1424, darunter die älteste auf Basis karolingischer und salischer Scherbenfunde um das Jahr 1000, die jüngste an das Ende des 14. Jahrhunderts. Die Überreste der Synagoge wurden wieder mit Erde zugedeckt. Doppelfeld hielt den Gedanken für „naheliegend und verlockend“, dass sich bereits im römischen Köln eine Synagoge an derselben Stelle befunden hat, bezweifelte dies jedoch und vermutete unterhalb der Synagoge weiteres römisches Mauerwerk.
Neben der Synagoge wurde eine gut erhaltene Mikwe gefunden, die erstmals 1270 erwähnt wurde. Doppelfeld datierte die wenigen datierbaren Teile als romanisch, die kleinen Säulen im Vergleich zur Krypta in der Kirche St. Aposteln um ca. 1150. Eine Bima mit einem darunterliegenden Genisa-Keller zur Aufbewahrung nicht mehr benötigter Kultgegenstände datierte er aufgrund der aufgefundenen Kapitelle und anderer Kleinteile, die große Ähnlichkeit mit denen des gotischen Doms aufwiesen, in die dritte Bauperiode um 1280.
Einen älteren Vorgängerbau der Synagoge hielt Doppelfeld für möglich, konnte ihn jedoch nicht nachweisen. Die Mikwe, die später als Kloake, dann als Kellerräume und auch als Pferdestall gedient hatte, wurde nach dem Ende der Ausgrabungen zugänglich gehalten und mit einer Glaspyramide abgedeckt.

### Jüngere Forschungsarbeiten

#### Erweitertes Grabungsgebiet
Südlich der Ausdehnung des heutigen Grabungsareals, auf dem Gelände der ehemaligen Kirche St. Alban und dem Bauplatz des heutigen Wallraf-Richartz-Museum („Albansviertel“) konnten 1991 Grabungen durch Sven Seiler stattfinden. Diese förderten Reste eines größeren römischen Bauwerks zu Tage, möglicherweise der Marstempel der CCAA. Daneben wurden reichhaltiges mittelalterliches Mauerwerk und Knochenreste vorgefunden, die die Erkenntnisse zur wohlhabenden Sozialstruktur des Viertels stützten. Das Amt für Bodendenkmalpflege unter Leitung von Sven Schütte verfolgte seit 1992 den Plan für eine Archäologische Zone, die die Ausgrabungen von St. Alban noch mitumfassen sollte. Ein Modell von 1993 zeigt eine geplante Archäologische Zone inklusive des Albansviertels. In einer Beschreibung der Denkmäler des Albansviertels aus dem Jahr 1998 bedauerten die Autoren Marianne Gechter und Sven Schütte, dass nur 20 Prozent der Denkmalsubstanz erhalten bleiben konnte und die Originalsubstanz des Viertels verloren sei.

#### Untersuchungen zur jüdischen Bima
1998 untersuchte Sven Schütte die von Otto Doppelfeld 1956 ergrabenen etwa 160 Bruchstücke der gotischen Lesekanzel (Bima) der Synagoge, die bis dahin im Depot des Römisch-Germanischen Museums gelagert waren. Er skizzierte eine weitgehende Rekonstruktion, die er jedoch wegen der geringen Datenbasis als mit Schwachstellen und Defiziten behaftet bezeichnete, und identifizierte als ausführende Werkstatt die Dombauhütte, die zu diesem Zeitpunkt (1270/1280) als einzige in Köln „künstlerisch und technisch in der Lage war, einen solchen Auftrag auszuführen“. Darüber hinaus ging er von einer spätantiken Synagoge aus dem vierten Jahrhundert aus und schlug eine Präsentation der Befunde in einem jüdischen Museum „in situ“, also auf dem Rathausplatz, vor.

#### Rathaus und historische Umgebung
Eine umfassende Arbeit von Marianne Gechter und Sven Schütte aus den Jahren 1997 bis 1999 stellte die Untersuchungen zum gesamten Gelände vom Albanviertel bis zur Budengasse vor. Basis waren die Ausgrabungen von Doppelfeld und Precht. Nach Doppelfeld hatte sich laut diesem Aufsatz nur die Professorin für jüdische Kunst Hannelore Künzl mit der Synagoge befasst. Die Autoren gehen u. a. sehr genau auf die antiken Bauphasen vor der Synagoge ein und schließen aufgrund der vorliegenden Erkenntnisse, dass der antike Bau unterhalb der karolingischen Synagoge aus dem Jahr 800 „mit aller gebotenen Vorsicht“ ebenfalls als Synagoge vorzuschlagen sei. Sie rechnen in dieser Bauphase auch mit einem Ritualbad (Mikwe). Diese Interpretation der Baugeschichte gilt mittlerweile als überholt. Eine Errichtung der ersten Synagoge ist aus archäologischen und historischen Gründen erst ab dem frühen 11. Jahrhundert zu belegen.
Der Historiker Christoph Cluse wies 2005 auf einige „Schwierigkeiten“ dieser Thesen hin; u. a. widersprach er auch der verbreiteten Ansicht, dass die beiden Dekrete Kaiser Konstantins von 321 eindeutig das Vorhandensein einer antiken jüdischen Gemeinde in Köln beweisen.

## Funde und Befunde
Im Fundmaterial der Grabung fanden sich Funde aus der Zeit des römischen Oppidums, der römischen Provinzhauptstadt, des fränkischen Königssitzes und der hoch- und spätmittelalterlichen Stadt. Eine Besonderheit ist die seit der Gründung in der Antike kontinuierliche Besiedlung Kölns und eine den Wandel der Zeiten überdauernde Bedeutung als Macht- und administratives Zentrum. Die durchgängige Besiedlung hat zur Überlagerung verschiedener Bauschichten aus unterschiedlichen Epochen geführt.

### Praetorium

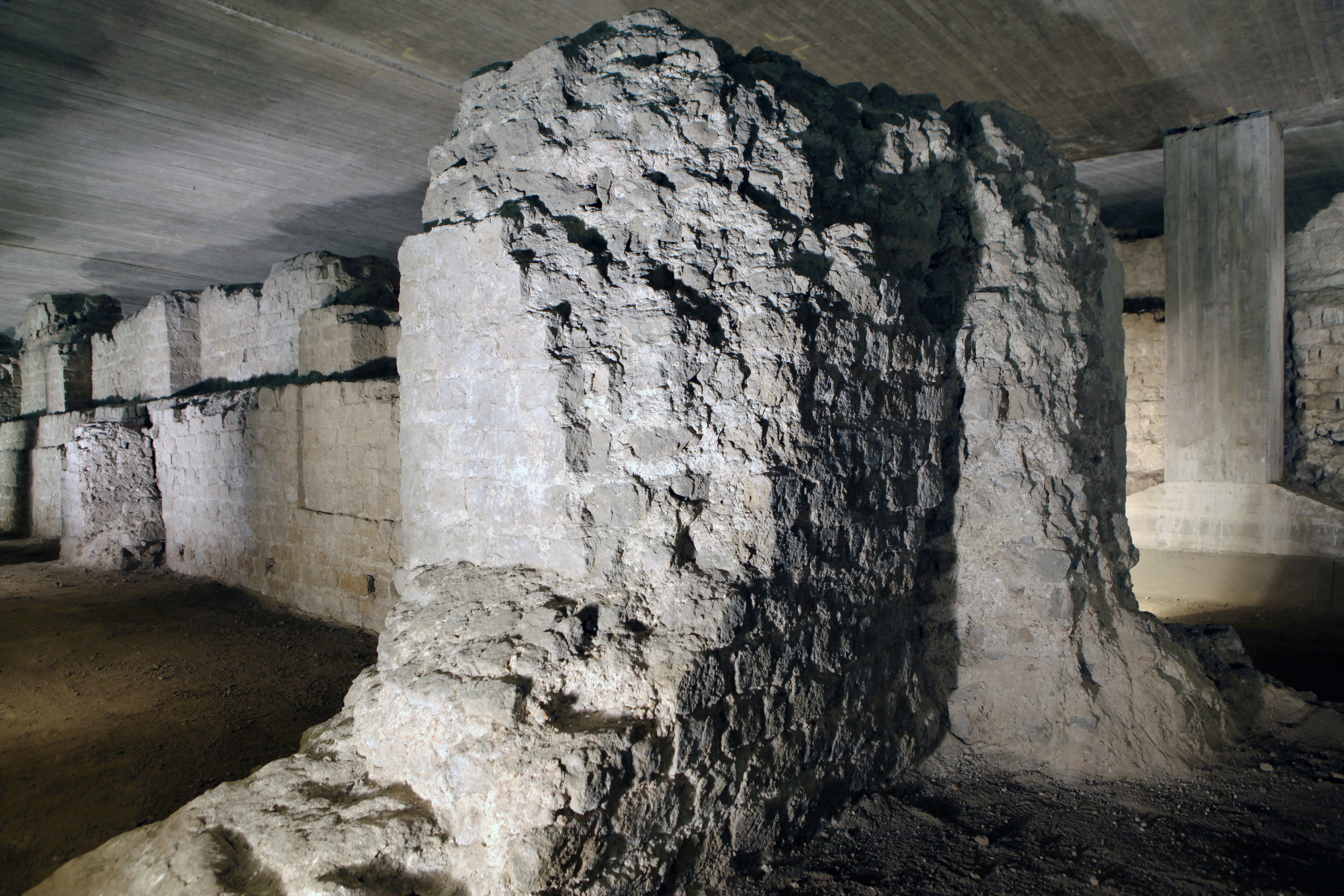
Reste des Statthalterpalasts

Der römische Statthalterpalast, das Praetorium, galt zur Römerzeit als politisch-administratives Zentrum der Region, von wo aus der Statthalter die kaiserliche Macht Roms am Rhein in der Provinz Niedergermanien ausübte.
Seit März 2012 ergräbt das Grabungsteam bisher unbekannte Schichten auf dem nördlichen Rathausplatz. Hier fand man neue Erkenntnisse zu den Bauphasen des Praetoriums selbst, zu seiner Zerstörung im Frühmittelalter und der folgenden Neubesiedlung des Areals. Auf der ersten Fläche stieß man auf den erhaltenen Erdgeschossboden des Praetoriums und zahlreiche Bruchstücke eines prunkvollen Marmorfußboden- und Wandbelages. Die schichtengebundene Grabungsweise ermöglicht nach den Untersuchungen der 50er Jahre erstmals eine genaue chronologische Einordnung der Bauphasen und Funde.

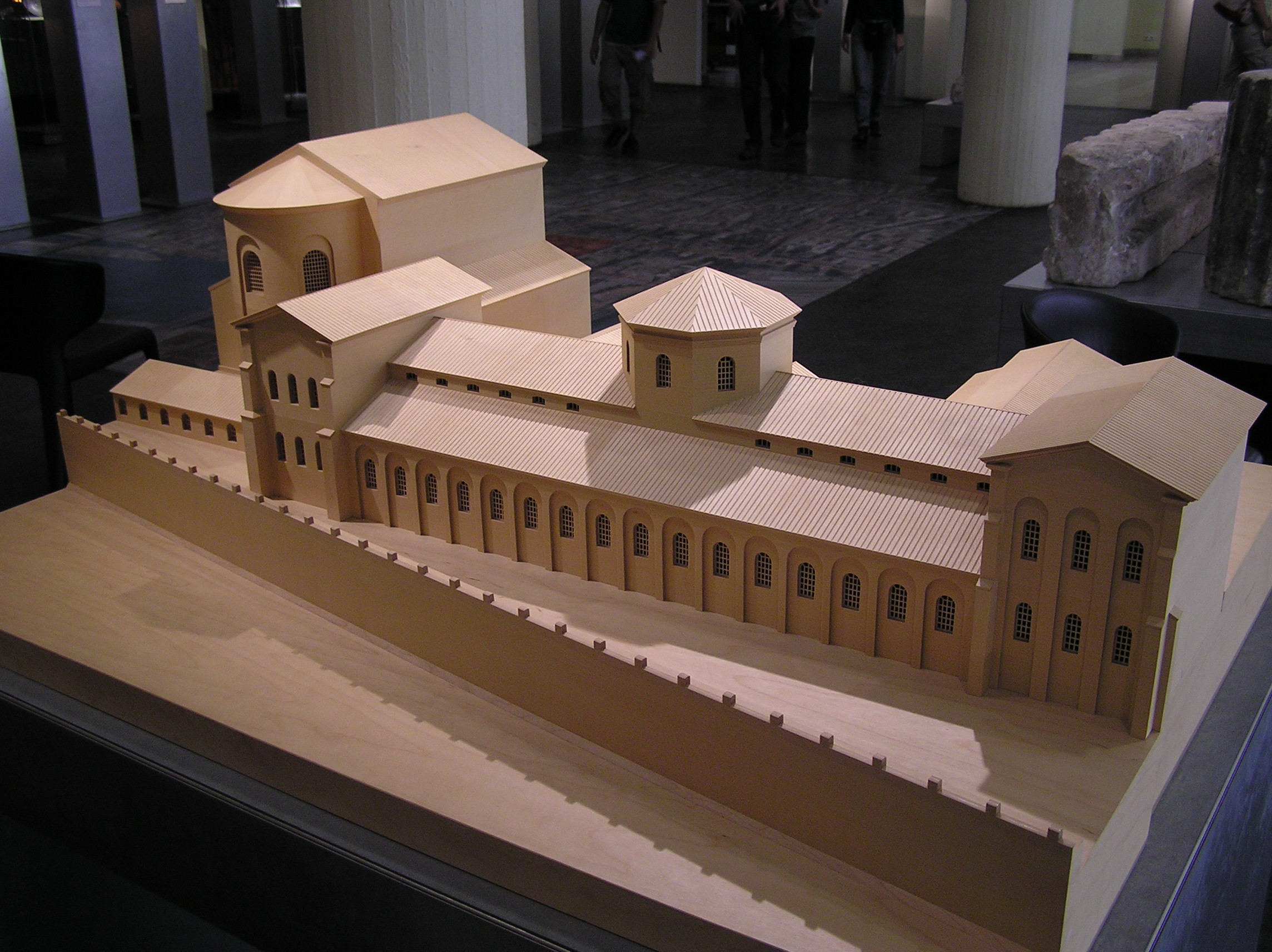
Modell des Praetoriums
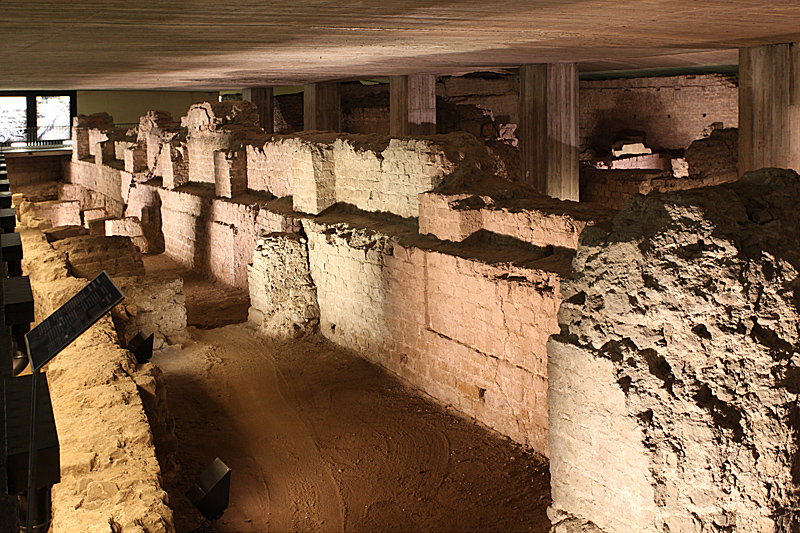
Fassade des Praetoriums
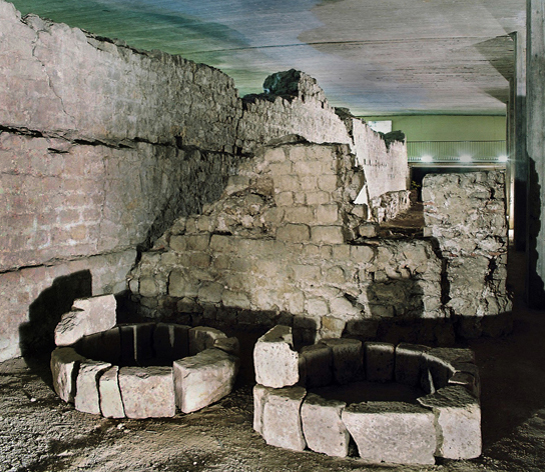
Ansicht von unten
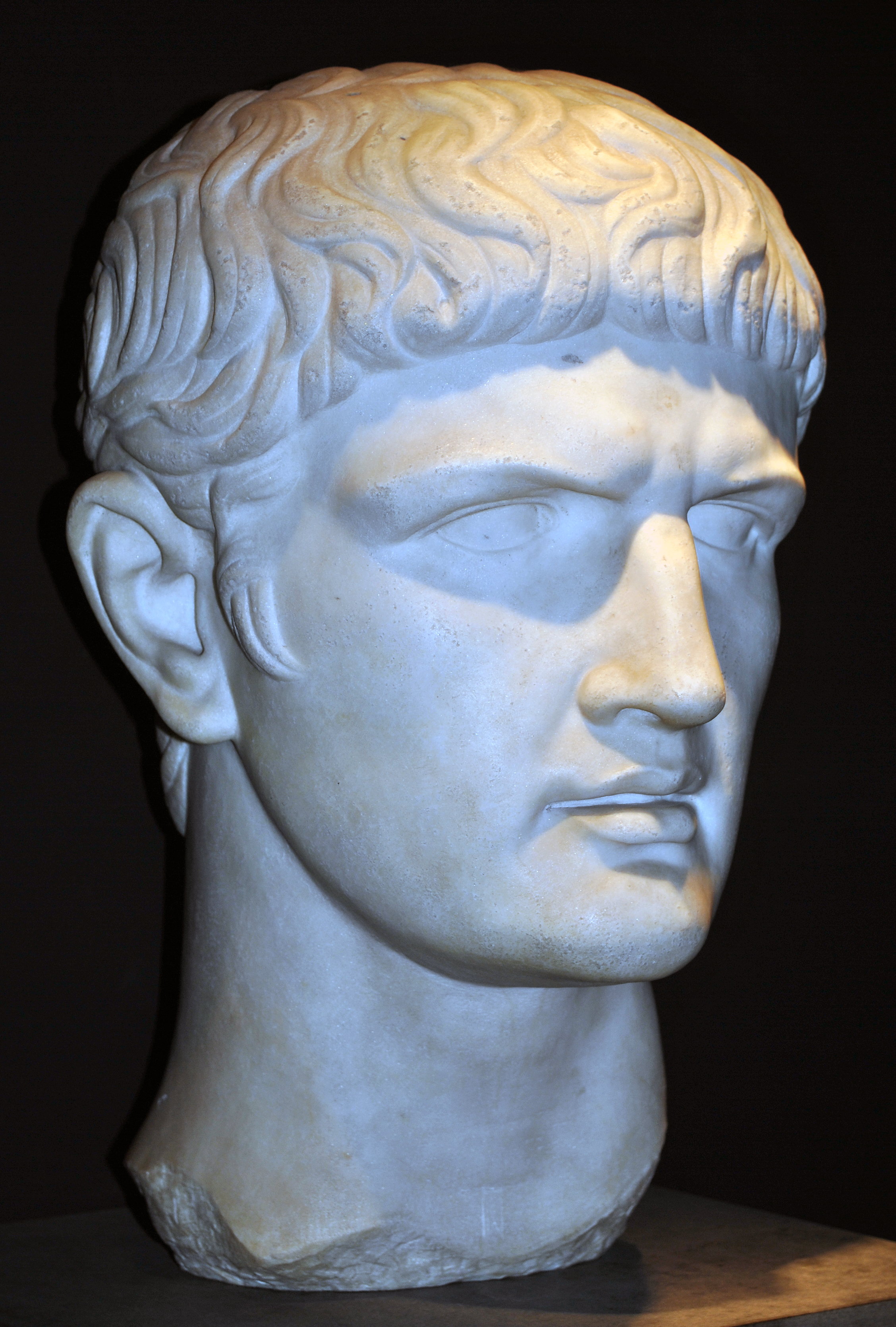
Büste des Kaisers Claudius
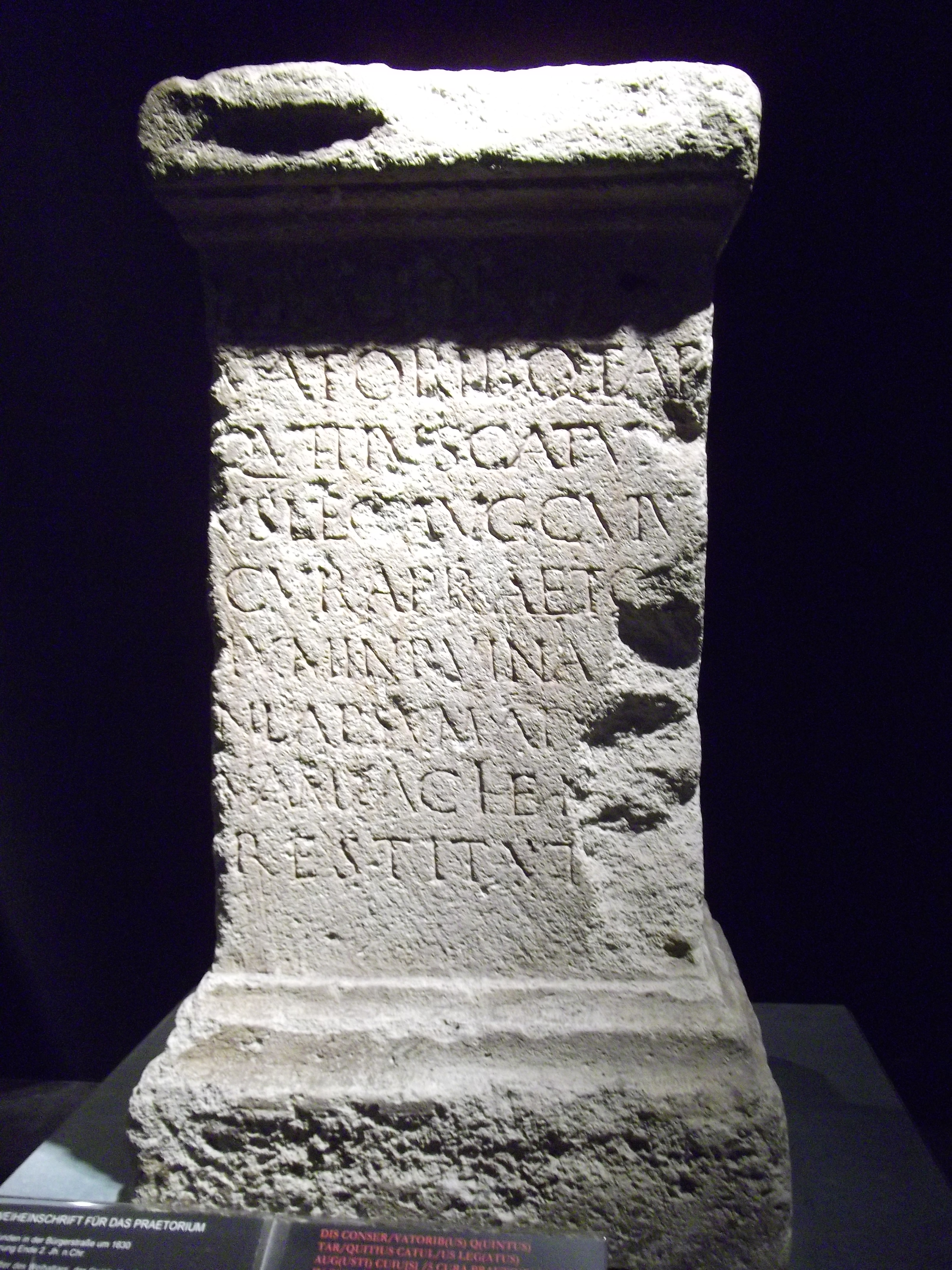
Weihestein für den Umbau des Praetoriums um 184/185 n. Chr.
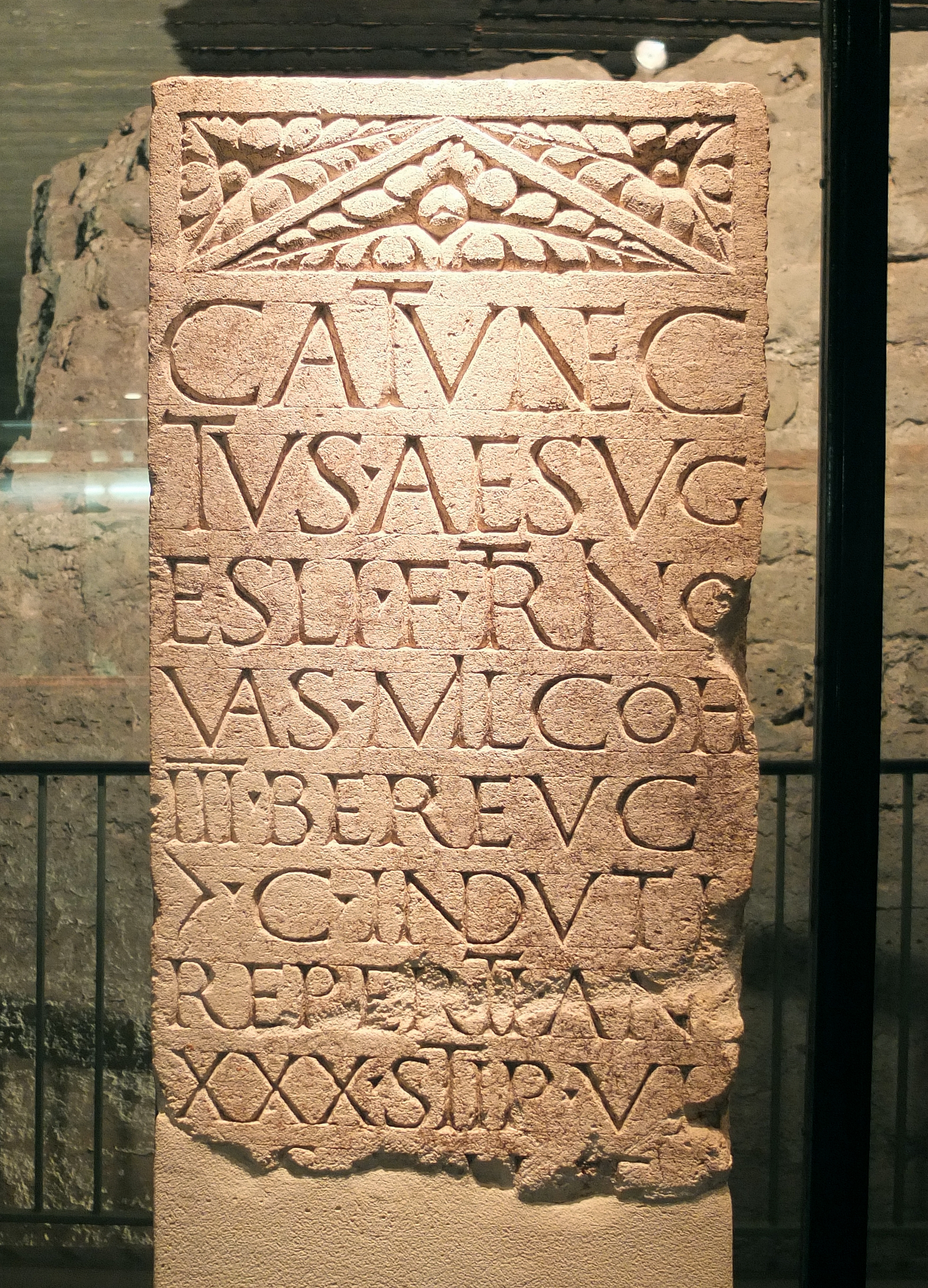
Epitaph für den keltischen Soldaten CATVNECTVS
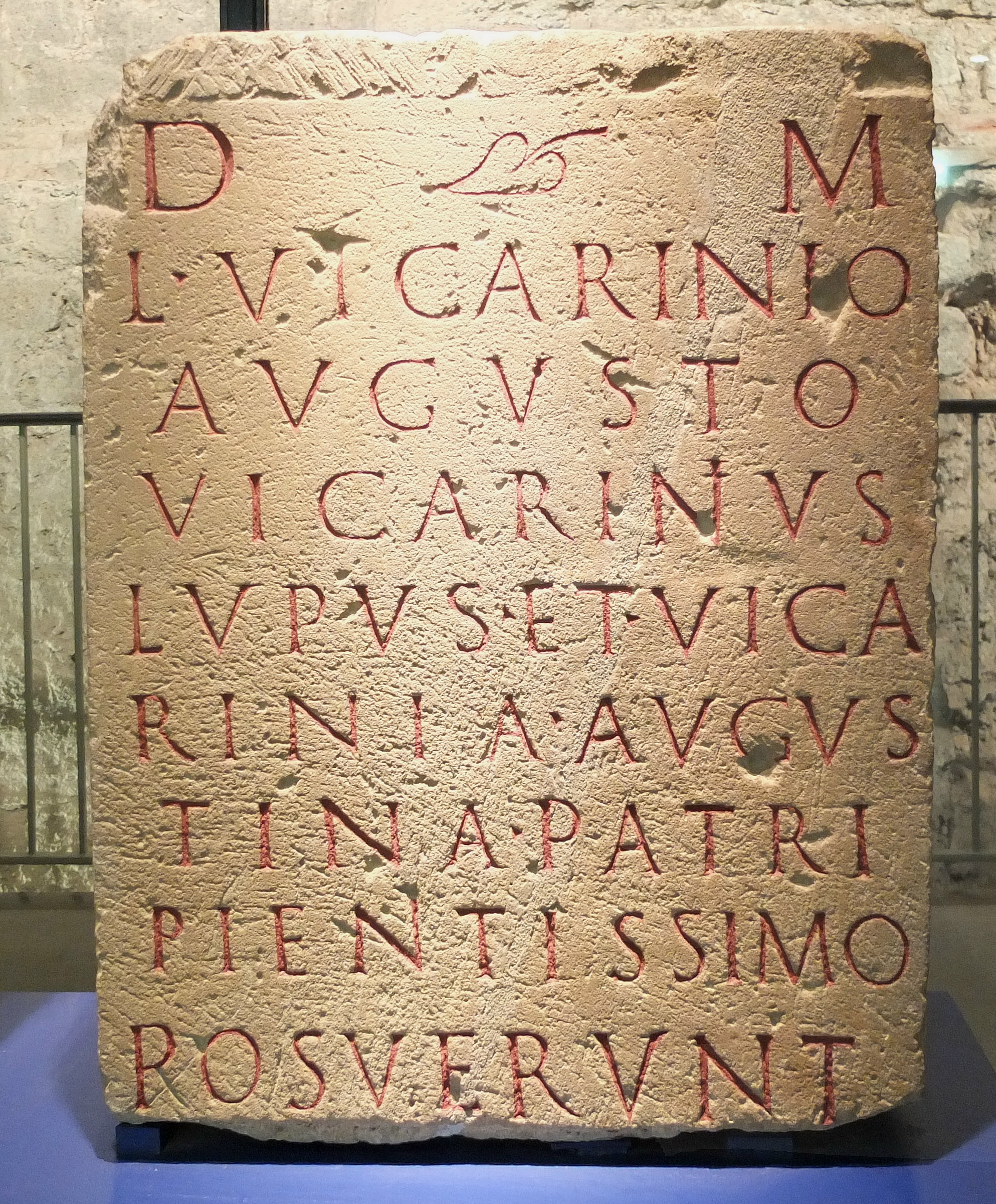
Grabstele des Lucius Vicarinius
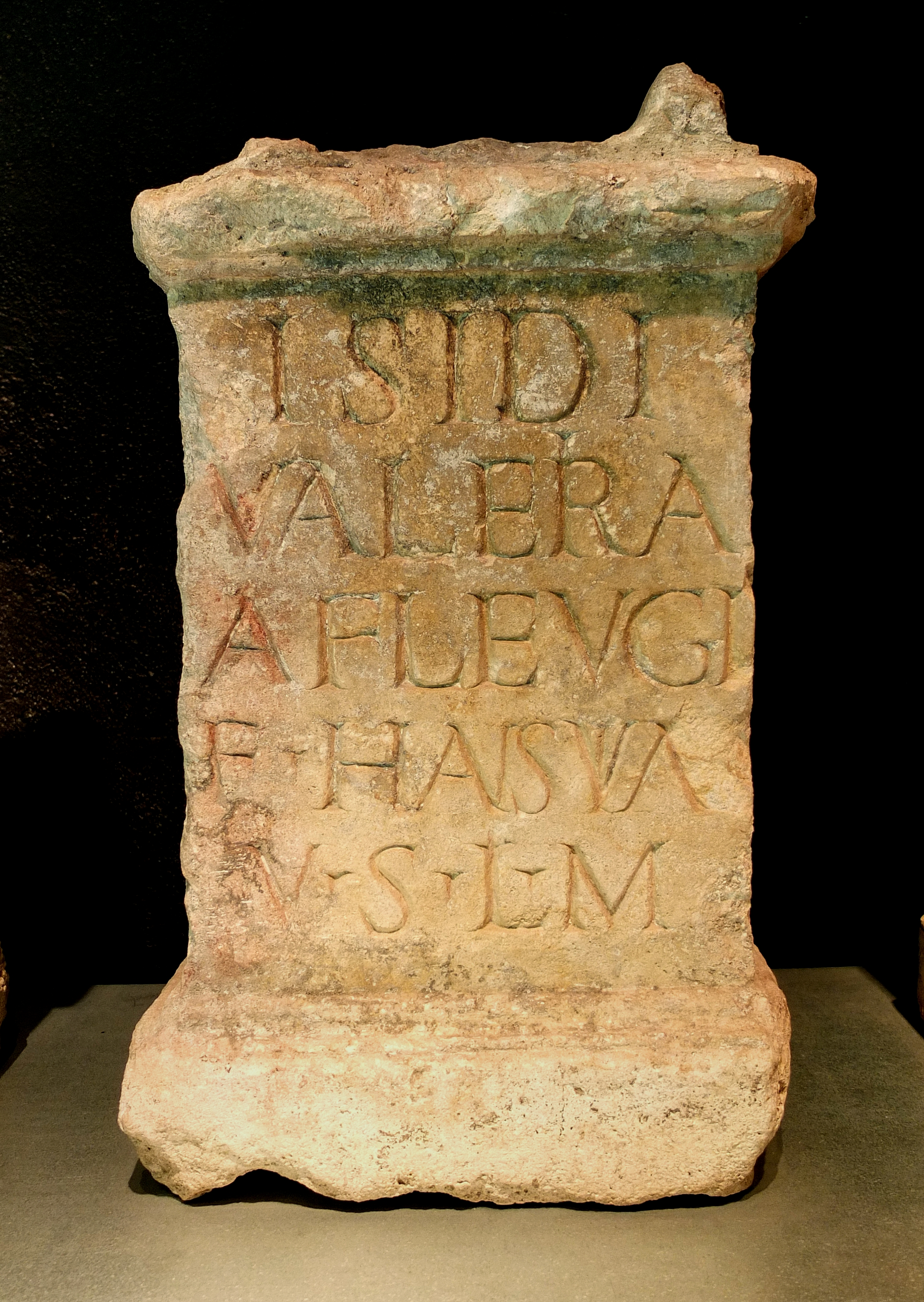
Altar für Isis
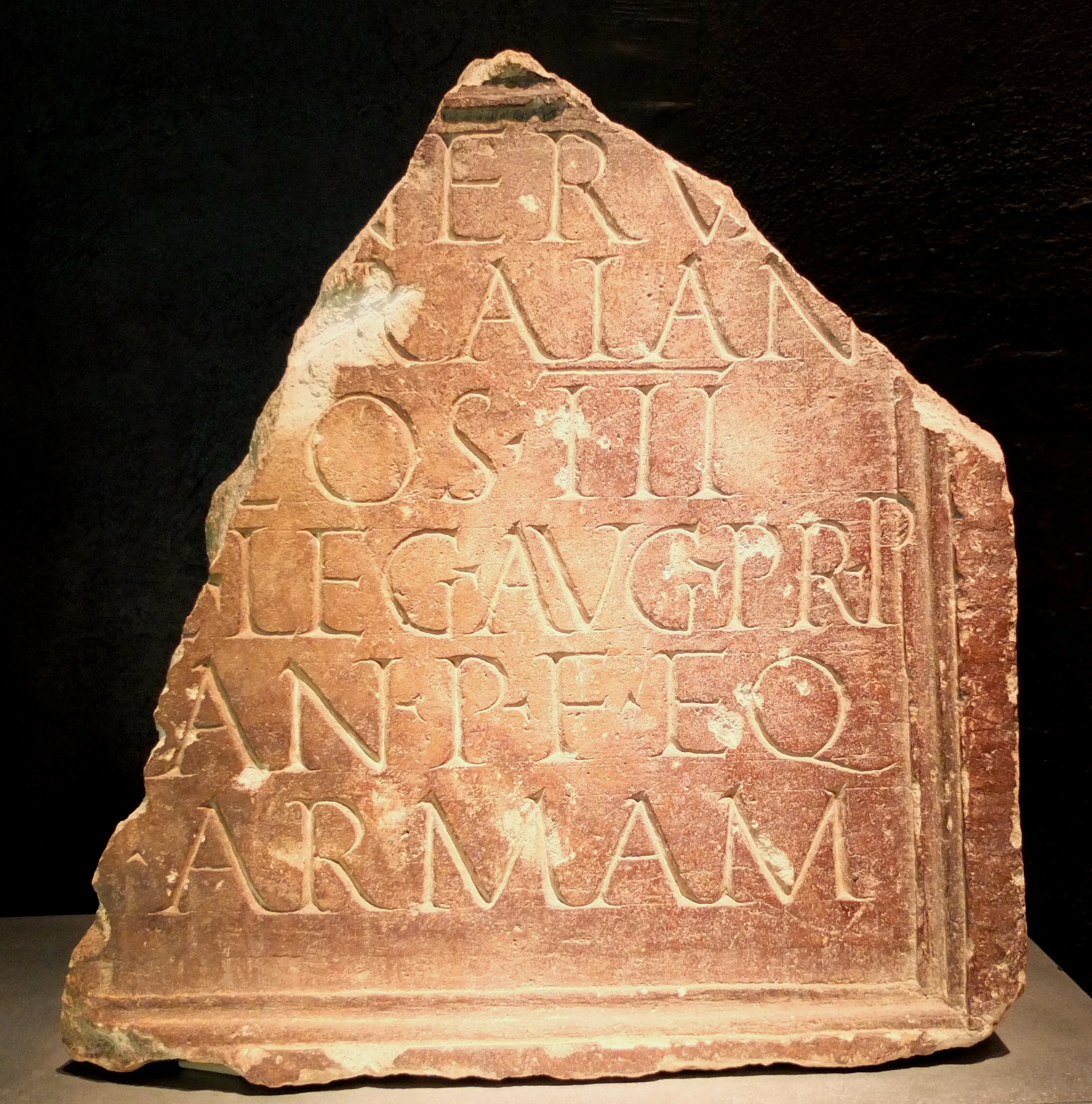
Bauinschrift für die Waffenkammer des Statthalters von Kaiser Trajan

### Römische Abwasserkanäle

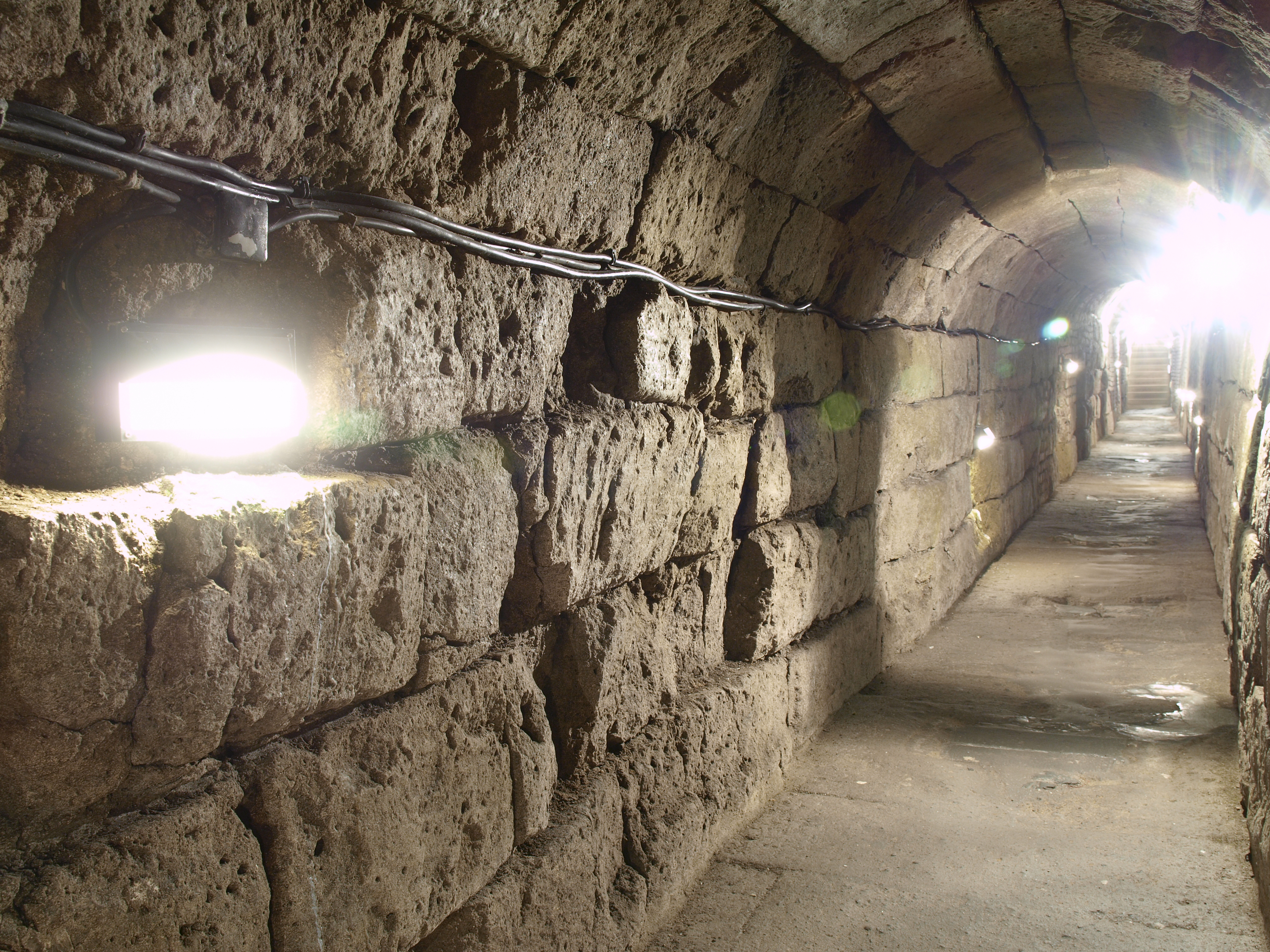
Der römische Abwasserkanal

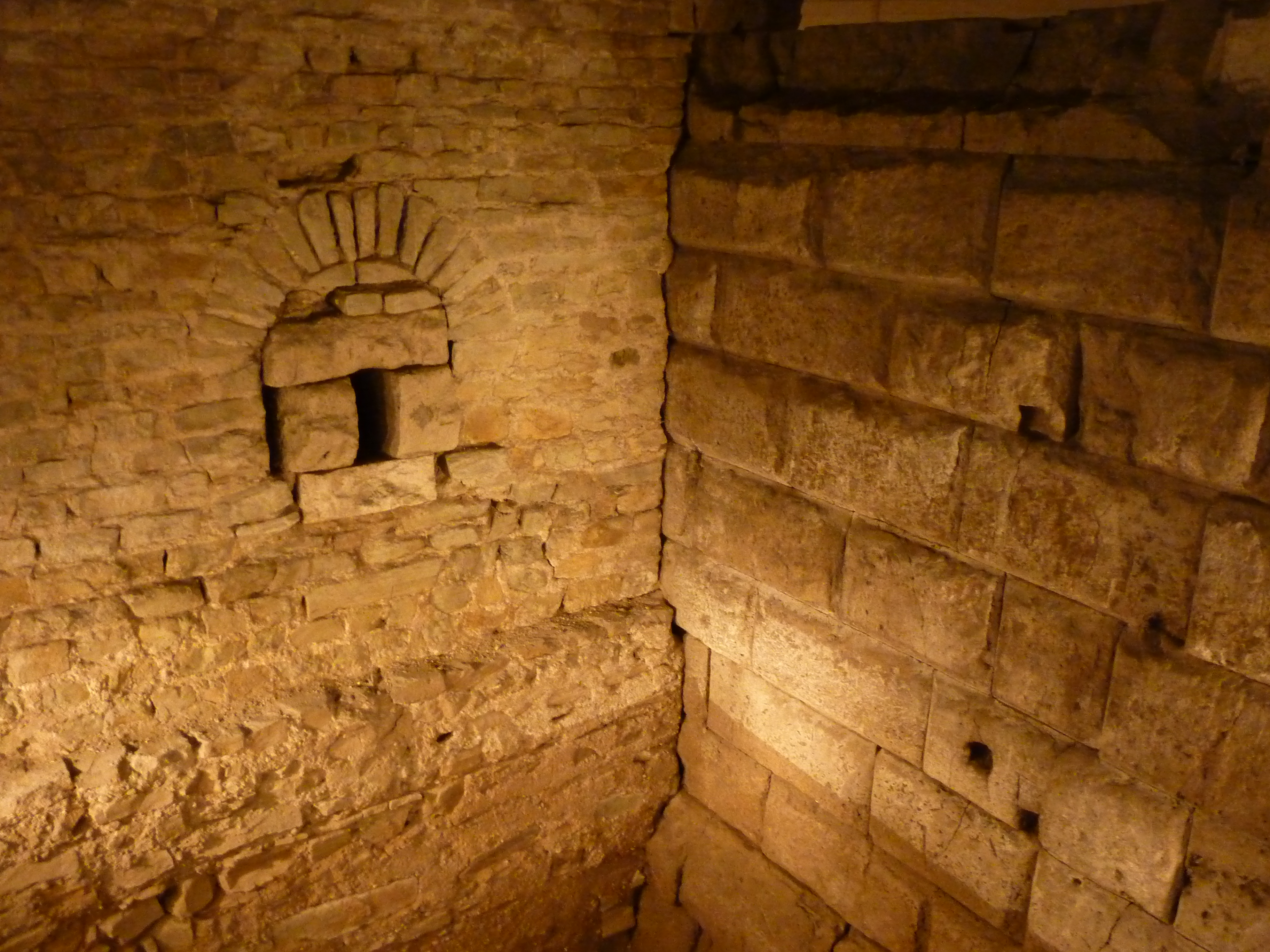
Ansicht der Abwasserkanalöffnung

Einer der römischen Hauptabwasserkanäle, der unter der „Großen Budengasse“ durch die Stadtmauer in den Rhein führte, ist unterirdisch erhalten und auf einer Länge von 150 Metern begehbar. Der Kanal liegt etwa 8 Meter unter der Erde und ist durch den Vorraum des Praetoriums über einen neu errichteten Tunnelzugang erreichbar. Die Verlängerung des Kanals konnte im Rahmen des Projektes untersucht werden, wobei die Aufgabe des Abwassersystems durch AMS-Datierungen intakter Schichten der Füllung auf das 3. Viertel des 4. Jahrhunderts eingeengt werden konnte. Zu den Funden aus dem Abwasserkanal gehört auch ein Spielstein, in den das lateinische Wort INVICTUS (‚unbesiegt‘) geritzt ist. Im Süden der Ausgrabungsfläche wurde ein parallel verlaufender, weiterer Abwasserkanal ausgegraben, der teilweise unter den Kellern an der Straße Obenmarspforten verläuft, und nicht so gut erhalten ist; allerdings barg er reiches Fundmaterial.

### Porticus

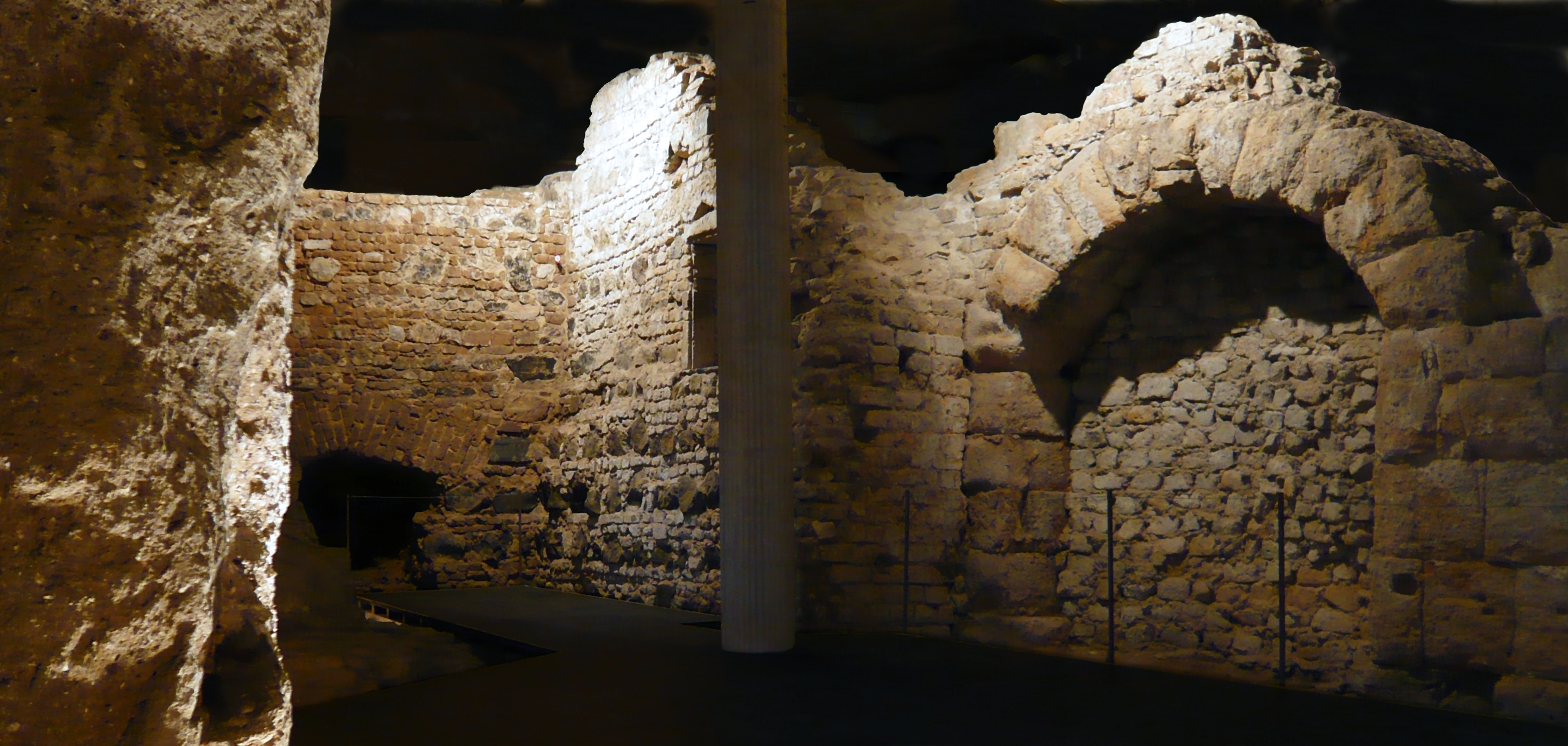
Die Porticus

Direkt am Historischen Rathaus wurde bereits 1969 eine Bogenstellung, eine Porticus aus dem 1. Jahrhundert, ergraben. Neben dem römischen Portal fanden sich weitere Reste des jüdischen Viertels, darunter die Relikte eines Hospitals. Dieser kleine Bereich war zu Beginn der Ausgrabung noch nicht zugänglich. Erst 2007 wurde die vermauerte Tür zum Rathaus aufgebrochen und der Raum provisorisch neu gestaltet. Der Zugang erfolgt heute durch das Kellergeschoss des Rathauses.

### Synagoge
Die Untersuchung der Kölner Synagoge begann 1956 mit den Grabungen Otto Doppelfelds. Die Ergebnisse wurden bereits 1959 vorgelegt. Die neuen Untersuchungen begannen im Sommer 2007 und haben ein unerwartet reiches Fund- und Befundmaterial zu Tage gebracht. Zahlreiche Phasen über einem antiken Substrat belegen, dass der Bau spätestens seit der Karolingerzeit als Synagoge diente. Neue Funde legen allerdings nahe, dass die Synagogennutzung bis in die Antike zurückreicht. Die Kontinuität der architektonischen Erneuerung ist eines von vielen Indizien für eine durchgängige jüdische Gemeinde vom frühen 4. Jahrhundert bis ins Jahr 1424 in Köln.
Besonders reich ist das Fundmaterial aus der Zeit des Zweiten Pogroms  im August 1349. Fast die gesamte Innenausstattung der Synagoge (Toraschrein, Bima, Wandoberflächen, Fenster, Bodenbeläge, Bänke und Ausstattung) ist fragmentarisch erhalten. Monumentalinschriften vom 9. bis zum 13. Jahrhundert belegen die Tradition des Synagogenbaus.
Aufschluss über das Leben der jüdischen Familien im Mittelalter geben Funde aus der Kloake unter der Synagoge, die zur Wohnung des Rabbiners oder Gemeindevorstehers im Obergeschoss gehörte. Nach der Plünderung der Synagoge im Zuge des Pogroms von 1349 wurden Möbel, Buchbeschläge, Reste von verbranntem Pergament, Kinderspielzeug, Medizinfläschchen und viele andere Haushaltsgegenstände in die Fäkaliengrube geworfen. In den tiefen Schächten blieben diese Artefakte erhalten. Man fand hier außerdem Tierknochen und botanische Überreste, welche die strengen jüdischen Speisegesetze widerspiegeln.

### Schriftzeugnisse

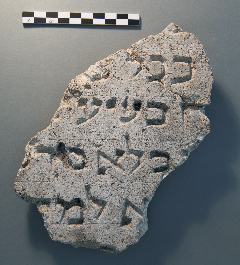
Inschriftenfragment aus Kalkstein aus dem Inneren der Synagoge

In einer Grube unterhalb der Frauensynagoge aus der Zeit der Plünderung vom August 1349 wurden rund 107.000 Schieferfragmente entdeckt. Mehr als 220 davon tragen Schrift und bildliche Darstellungen. Die Textfragmente ließen sich in Kategorien einordnen: Grammatikübungen erzählen vom Alltag in der Talmud-Schule. Texte aus dem Verwaltungsbereich der jüdischen Gemeinde berichten vom Geschehen in Köln. Zu den Funden gehört ein literarischer Text aus dem Umfeld der Ritterromane: einer der ältesten Texte in deutscher Sprache aus jüdischem Kontext. Es ist eines der ältesten literarischen Zeugnisse der jiddischen Sprache der Welt. Der Text ist in Mittelhochdeutsch verfasst, aber in hebräischer Schrift geschrieben und weist bereits Charakteristika des Jiddischen auf.

### Bima

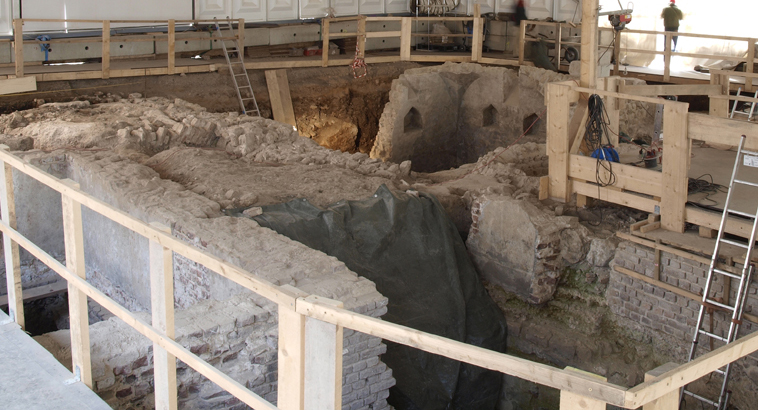
Die Bima

Die gotische Bima, die Lesekanzel der Synagoge, wurde aus den gewonnenen Erkenntnissen von über 3500 Bruchstücken virtuell rekonstruiert. Erhalten sind Teile kunstvoll gestalteter Kapitelle, verziert mit detailliert ausgearbeitetem Blattwerk. Bemerkenswert sind auch zahlreiche Tierdarstellungen und hebräische Graffiti. Sie wurde etwa um 1280 von französischen Handwerkern der Dombauhütte aus englischem Kalkstein geschaffen und während des Pogroms 1349 zerschlagen.

### Mikwe

Grundriss der Mikwe

Erhalten ist eine aus dem 8. Jahrhundert stammende Mikwe. Das rituelle jüdische Bad ist ein 16 Meter tiefer Schacht. Den rituellen Vorschriften des Judentums zufolge sollte eine Mikwe „lebendiges“ Wasser enthalten, das heißt strömendes Grundwasser. Der wechselnde Pegel des Rheins ist noch heute im unteren Bereich der Mikwe durch verschiedene Wasserstände ablesbar. Ende 2009 war die Mikwe wegen des niedrigen Wasserstands komplett trocken gefallen. Dies ermöglichte die Ausgrabung und die Entnahme von Proben für naturwissenschaftliche Untersuchungen und eine detaillierte Bauaufnahme, die die einzelnen Bauphasen der Mikwe genauer erklärt. 2012 wurde eine weitere Regenwassermikwe im Bereich des antiken Vorgängerbaus entdeckt. Ihre Erforschung und Bearbeitung hält noch an.

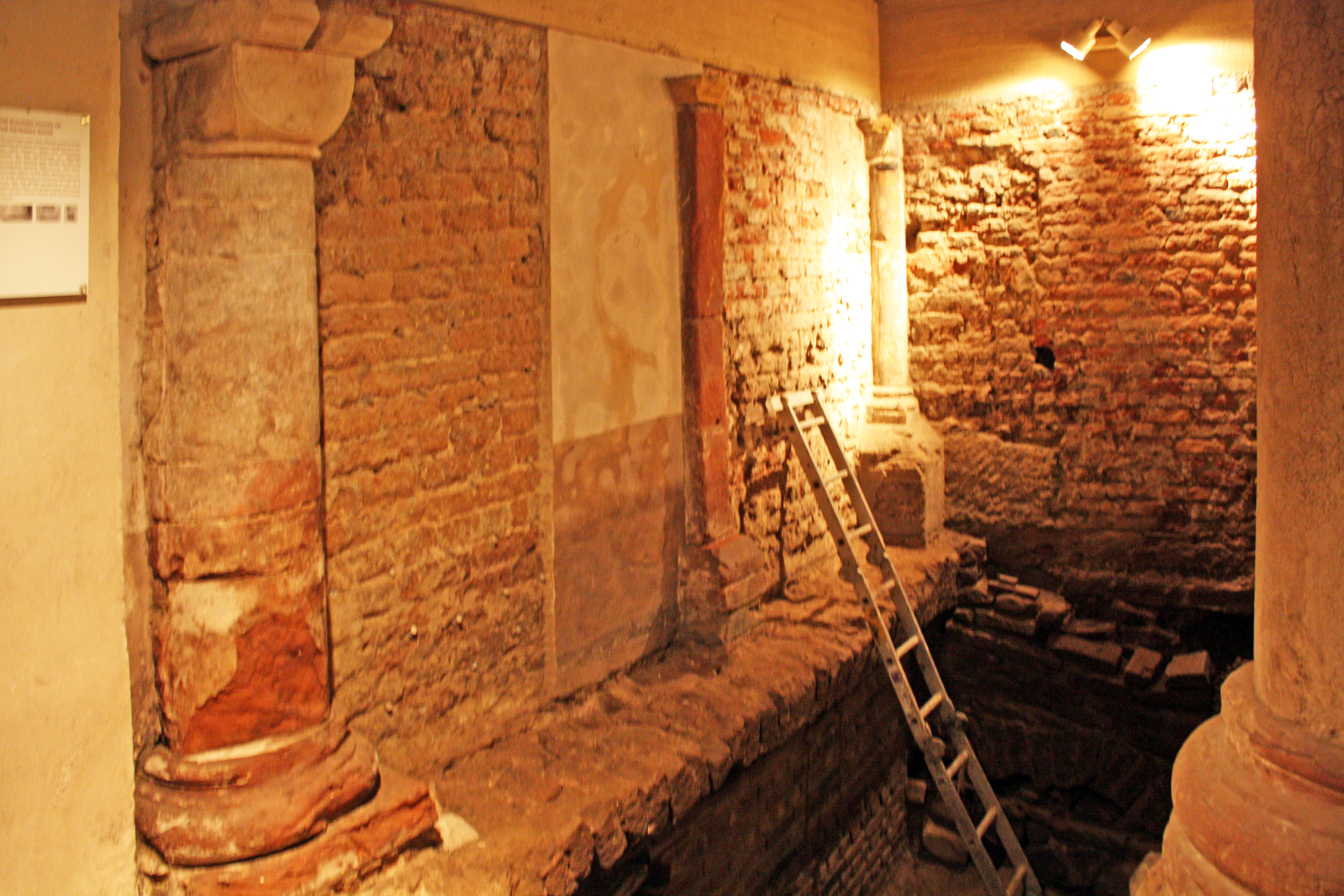
Eingangsbereich
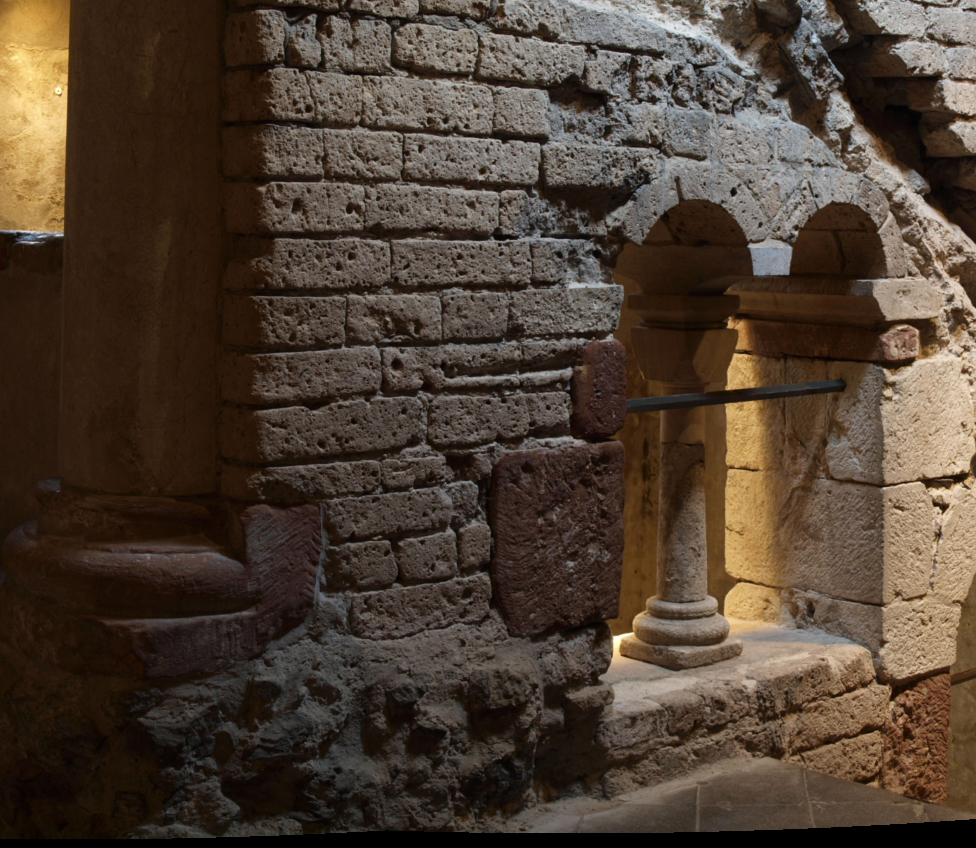
Die Mikwe
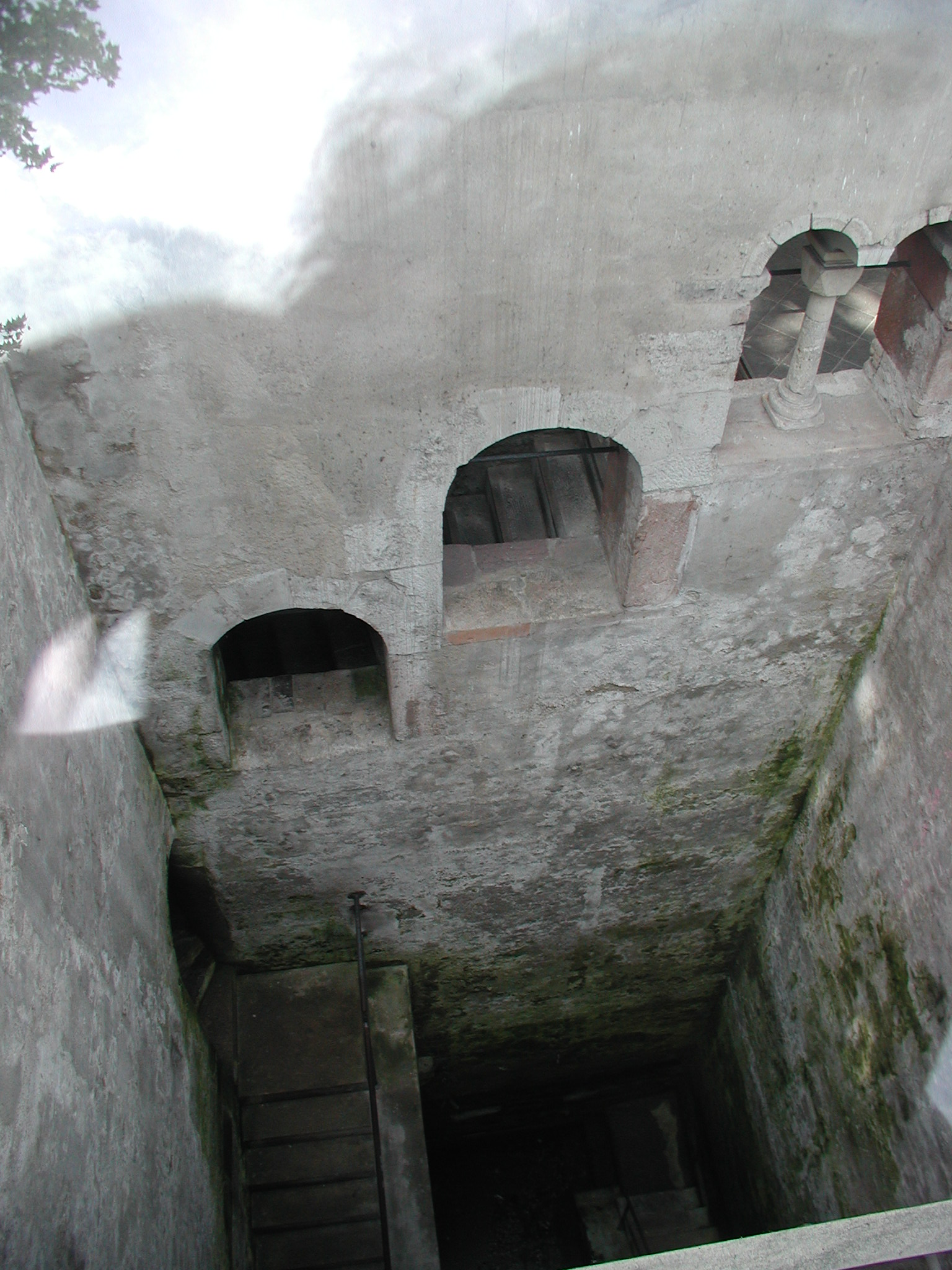
Ansicht von Oben
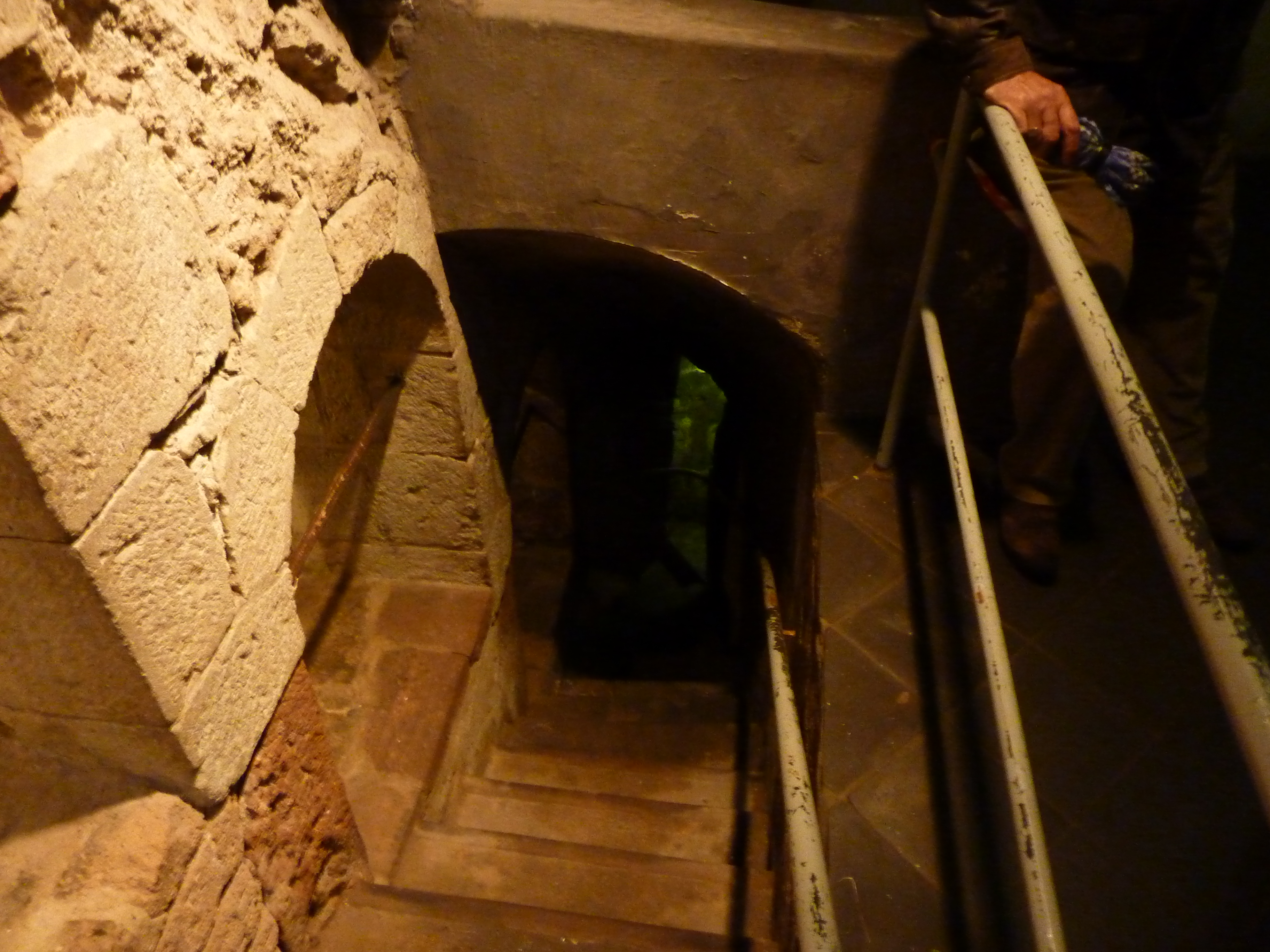
Treppenabgang
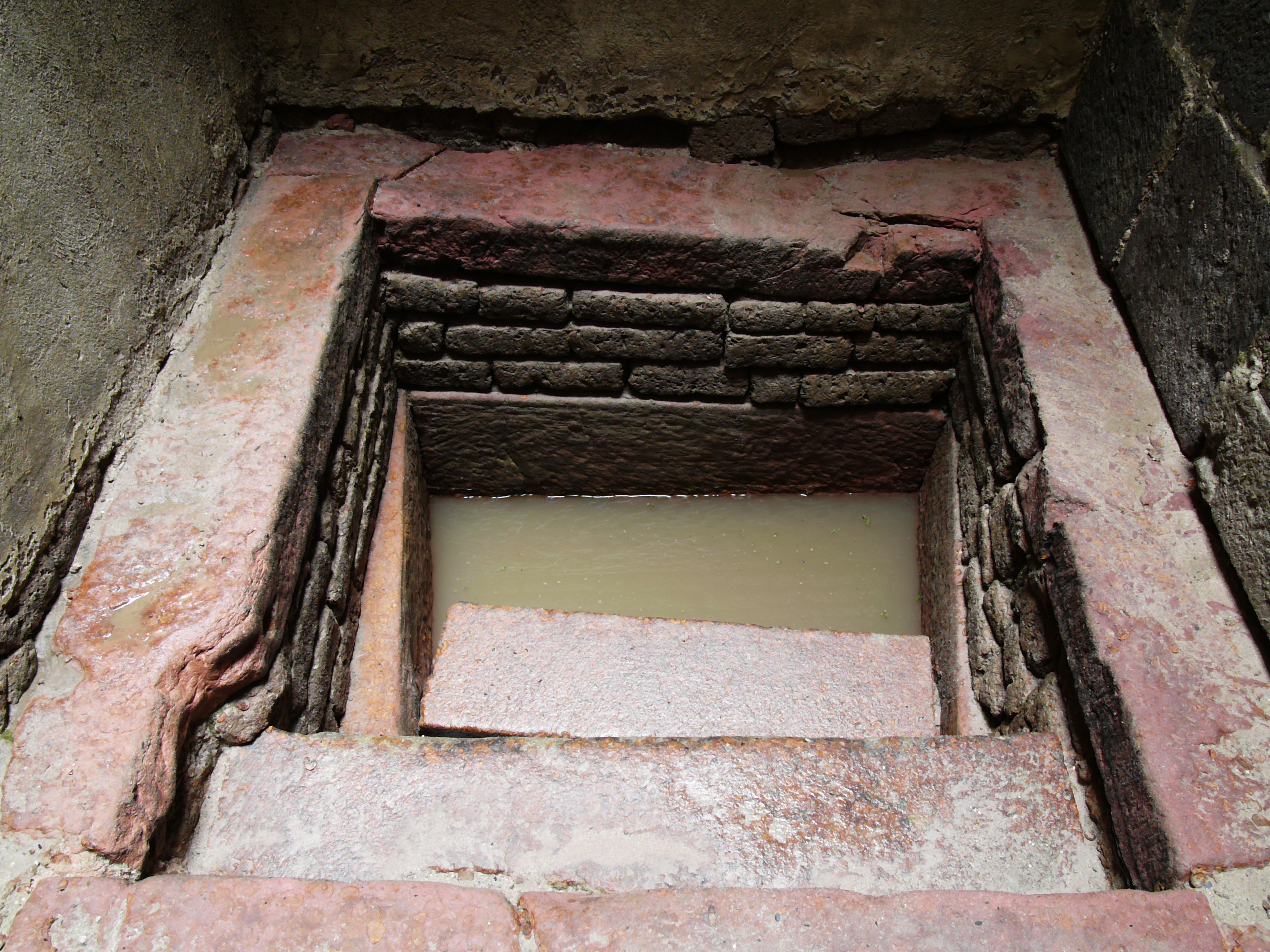
Becken der Mikwe

### Kölner Ohrring

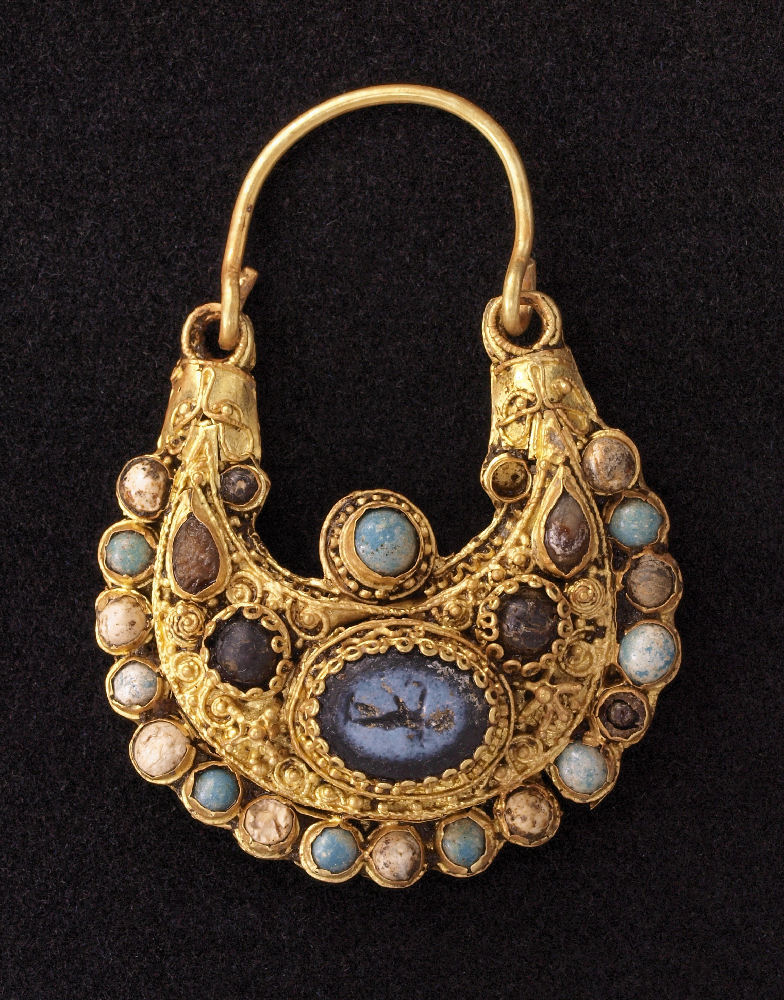
Kölner Ohrring

Ein Ohrring mit deutlicher Verwandtschaft zu Goldschmiedearbeiten aus byzantinischem Umfeld wurde in einer Kloake an der Judengasse zutage gefördert. Die für die Grabung zuständigen Wissenschaftler vermuten, dass es sich um den Rest eines Schatzfundes handelt, der während des Pogroms 1096 von einer jüdischen Familie verborgen wurde. Der Ohrring ist aus Gold gefertigt und reich mit Edelsteinen, Perlen und einer antiken Gemme besetzt. Er hat die Form einer Lunula.

### Infrastruktur des jüdischen Viertels
An der Westseite der Synagoge entdeckte man ein jüdisches Haus, das urkundlich erstmals 1135 erwähnt wurde. Zu den weiteren herausragenden Bauten des jüdischen Viertels gehört das etwa 1100 erbaute Hospital, eine gemeinschaftliche karitative Sozialeinrichtung für Kranke, Alte und Reisende, dessen Reste noch in der Porticus zu sehen sind. Auch Teile des Hauses Lyvermann, der Bäckerei aus dem 13. Jahrhundert und eines Warmbades über römischem Substrat einer Therme, die vermutlich zum Statthalterpalast gehörte, sind erhalten. Die Privatbauten entlang der Judengasse wurden fast vollständig auf der Westseite der Gasse ergraben und erbrachten reiches Fundmaterial.

### Goldschmiedeviertel

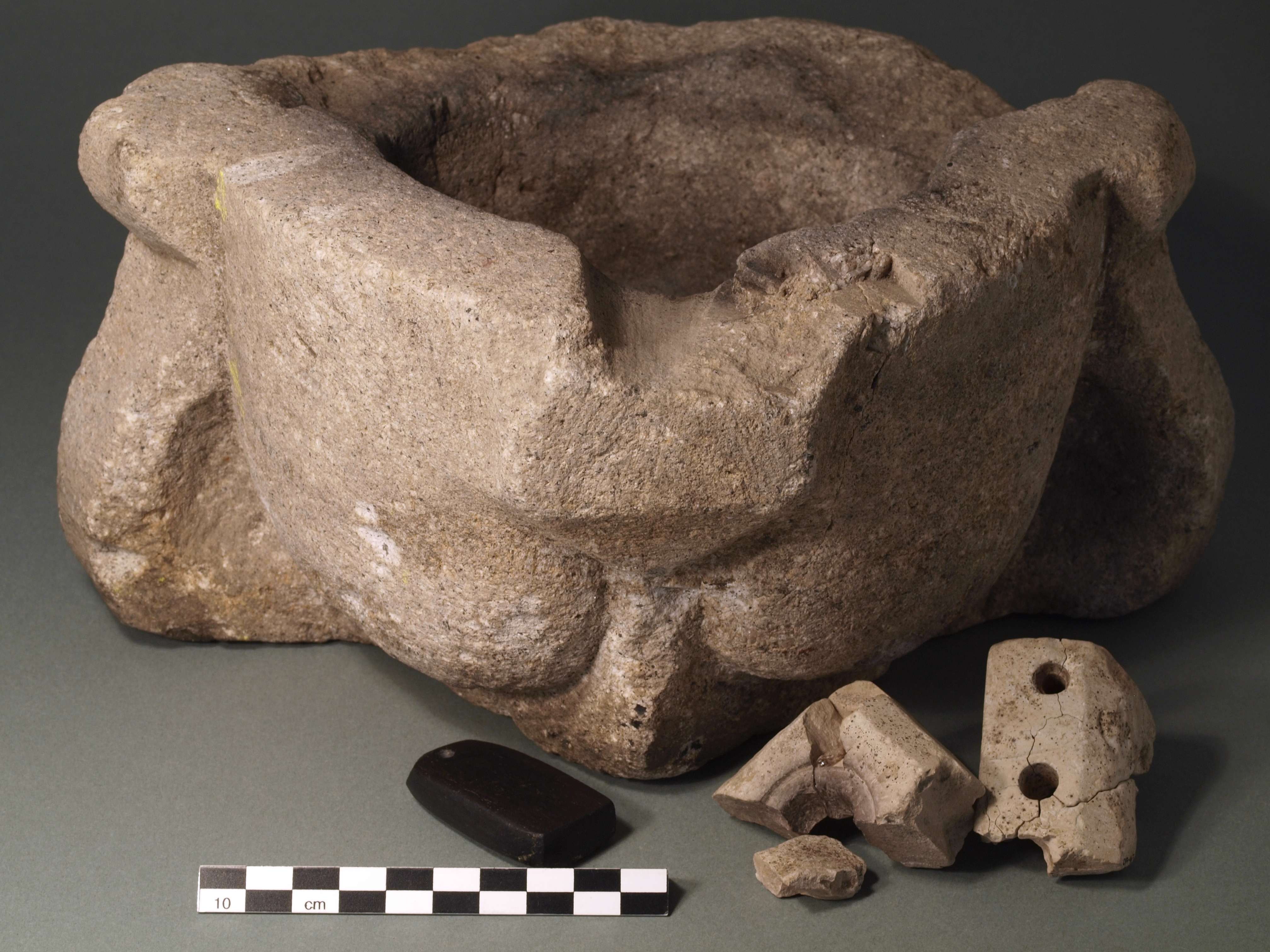
Goldschmiedewerkzeuge

Seit dem ausgehenden 12. Jahrhundert befand sich an den Straßen Unter Goldschmied und Obenmarspforten das Zentrum des Kölner Goldschmiedehandwerks. Das gesamte Areal trug im Mittelalter den Namen „Unter Goldschmieden“ (Inter aurifices). Zu den Zunftmitgliedern zählten auch Frauen. So ist im Haus zum Golde um 1300 eine Blattgoldwerkstatt belegt, die von maria gultslegerssa (‚Goldschlägerin‘) geführt wurde. Es fanden sich zahlreiche Trachyt-Schmelzöfchen, Gussformreste, kleine Schamottetiegel, Goldprüfsteine und Metall- sowie Schlackenreste. Gussformen aus Tintenfischschulp, seltene Zeugnisse der aus mittelalterlichen Schriftquellen bekannten Ossa-sepia-Gusstechnik wurden auch gefunden.

## Museum MiQua

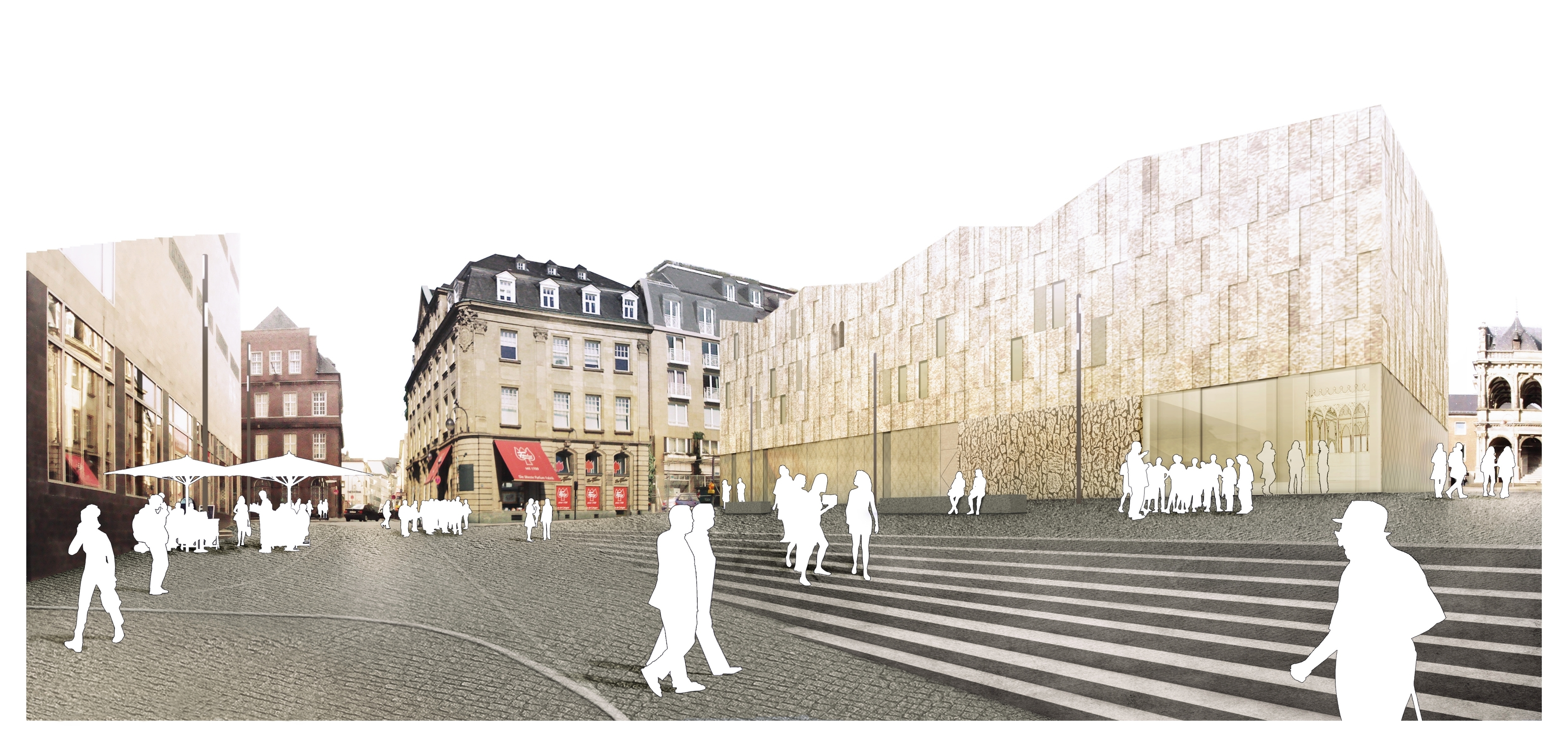
Planungsstadium (Stand 2011)

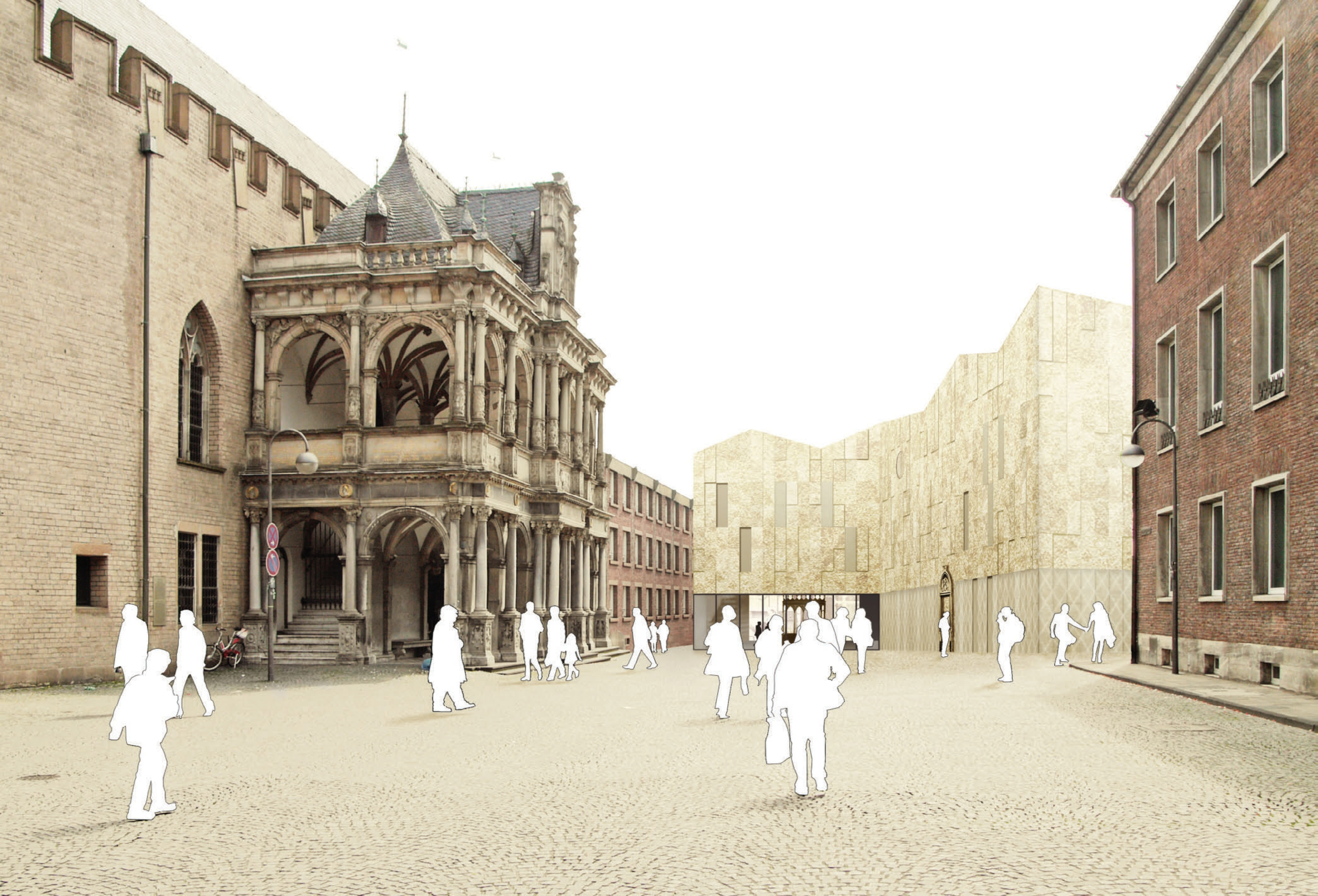
Bauplanung der Archäologischen Zone / Jüdisches Museum Köln

Parallel zu den Grabungen entsteht in Köln, auf und unter dem Rathausplatz, das Museum MiQua, das ein etwa 6000 m² großes Areal mit insgesamt 2400 m² Ausstellungsfläche umfasst. 2012 wurde von Marianne Gechter und Sven Schütte ein erstes Konzept entwickelt und veröffentlicht. Das in der Umsetzung befindliche Ausstellungskonzept des neuen Museumsteams wurde 2018 veröffentlicht. Auf 2400 m² begehbarer Fläche werden für die Besucher des Areals über- und unterirdisch Geschichte erlebbar gemacht und Brüche veranschaulicht. Die jüdische Geschichte wird dabei als integraler Bestandteil der Stadtgeschichte von der Antike bis zu den Zerstörungen des Zweiten Weltkriegs dargestellt. Weite Teile des neuen Museums werden sich unterirdisch unter dem Spanischen Bau und dem Rathausplatz erstrecken. Auf dem Rathausplatz wird das Römisch-Jüdische Museum einen markanten architektonischen und städtebaulichen Akzent setzen. Hier werden zahlreiche Zeugnisse römischer und jüdischer Kultur präsentiert. 
Das Museum wird sich auf folgende drei Hauptthemen und ihre räumliche und zeitliche Wechselbeziehung gründen:
- Praetorium, römischer Statthalterpalast und fränkischer Königssitz
- jüdisches Viertel und spätere jüdische Geschichte
- mittelalterliche bis neuzeitliche Goldschmiedeviertel.

Der preisgekrönte Entwurf für das Museumsgebäude am Kölner Rathausplatz stammt vom Saarbrücker Architekturbüro Wandel Hoefer Lorch + Hirsch und wird die Archäologische Zone und MiQua zu einer Einheit verbinden. 
Nach einer längeren Namensfindungsphase inklusive Bürgerbeteiligung hat der Landschaftsverband Rheinland als künftiger Träger dem Museum den Namen „MiQua. LVR-Jüdisches Museum im Archäologischen Quartier Köln“ gegeben. Nach Stand Ende März 2021 sollte das Museum bis zum Jahr 2024 fertiggestellt sein und frühestens 2025 eröffnen.
Die geplante Eröffnung wird sich aufgrund der Kündigung des Stahlbauunternehmens Ende Dezember 2021 weiter verzögern. Aufgrund der erheblichen Verteuerung des Projekts forderten die Freien Wähler am 29. Dezember 2021 einen Baustopp sowie die Erarbeitung einer kostengünstigeren Lösung. Weil dem Stahlbauer aufgrund schlechter Leistungen gekündigt wurde, musste die Fertigstellung auf voraussichtlich Dezember 2026 verschoben werden. Der Gründungsdirektor Thomas Otten kommunizierte im Januar 2024 einen Eröffnungstermin Ende 2027 oder Ende 2028. Im Mai 2024 wurde die bauliche Fertigstellung auf Dezember 2027 terminiert; auf die bereits geplante Gastronomie im Erdgeschoss des Rathauses wird verzichtet, ebenso auf den vorgesehenen Zugang über den Alter Markt am Rathaus sowie einen zweiten Eingang vis-à-vis zum benachbarten Wallraf-Richartz-Museum. Aufgrund der Insolvenz der Fassadenfirma dürfte sich die Fertigstellung weiter verschieben. Die Eröffnung wird nach einem sechsmonatigen Testbetrieb für 2028 angekündigt.
Das Richtfest fand zehn Jahre nach Baubeginn am 23. Mai 2025 statt.